# Twierdza Grudziądz

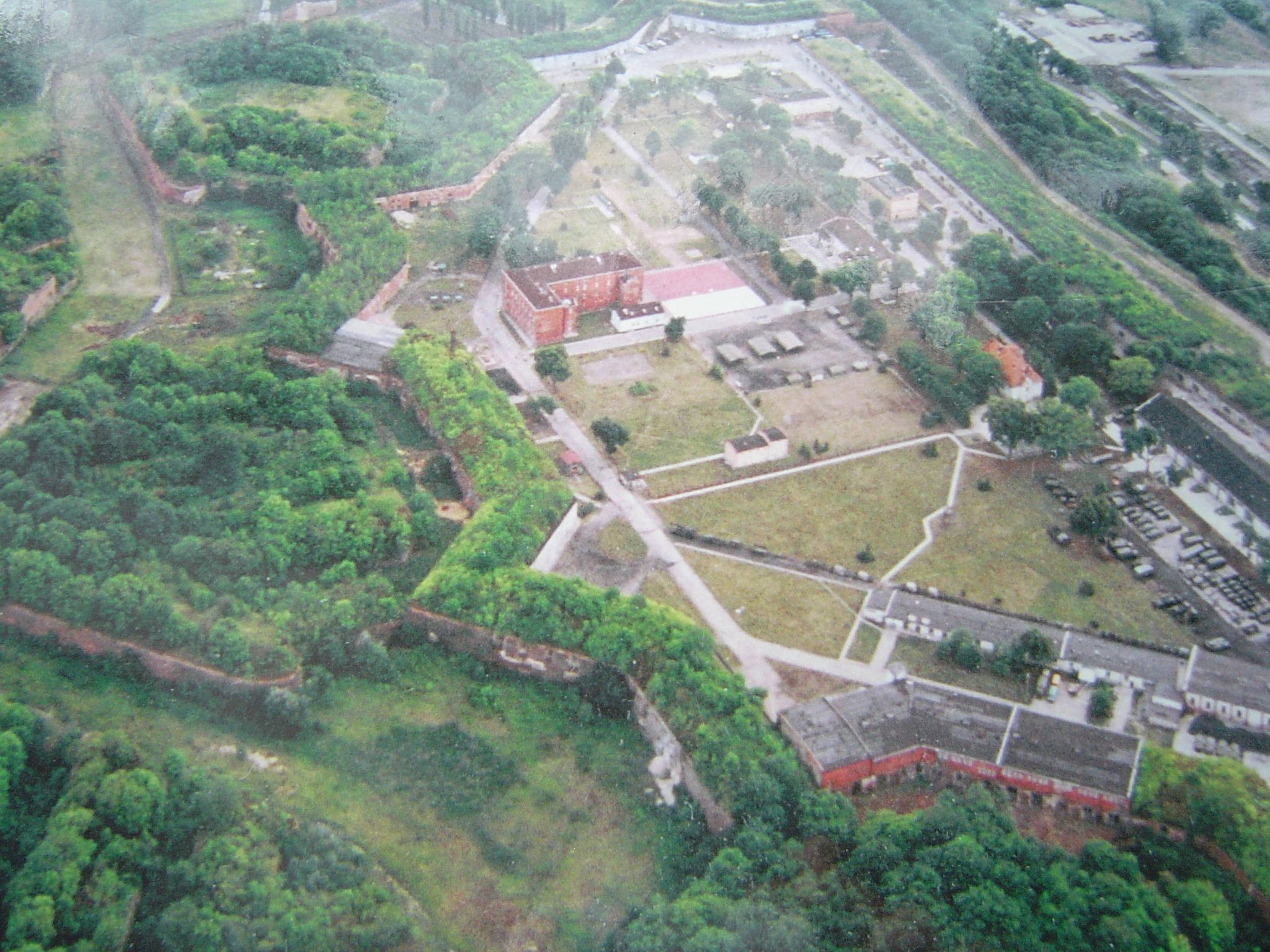
Cytadela z lotu ptaka

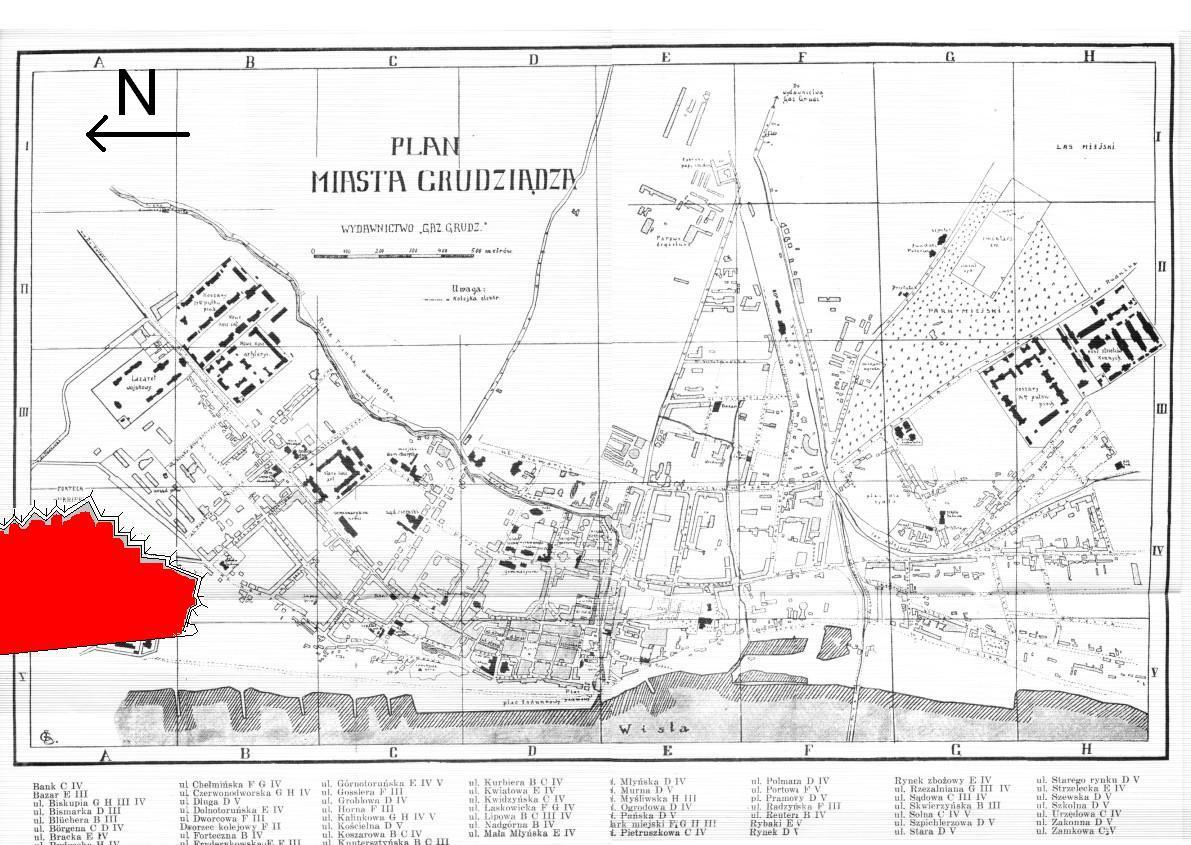
Lokalizacja Cytadeli na planie miasta z 1913 roku

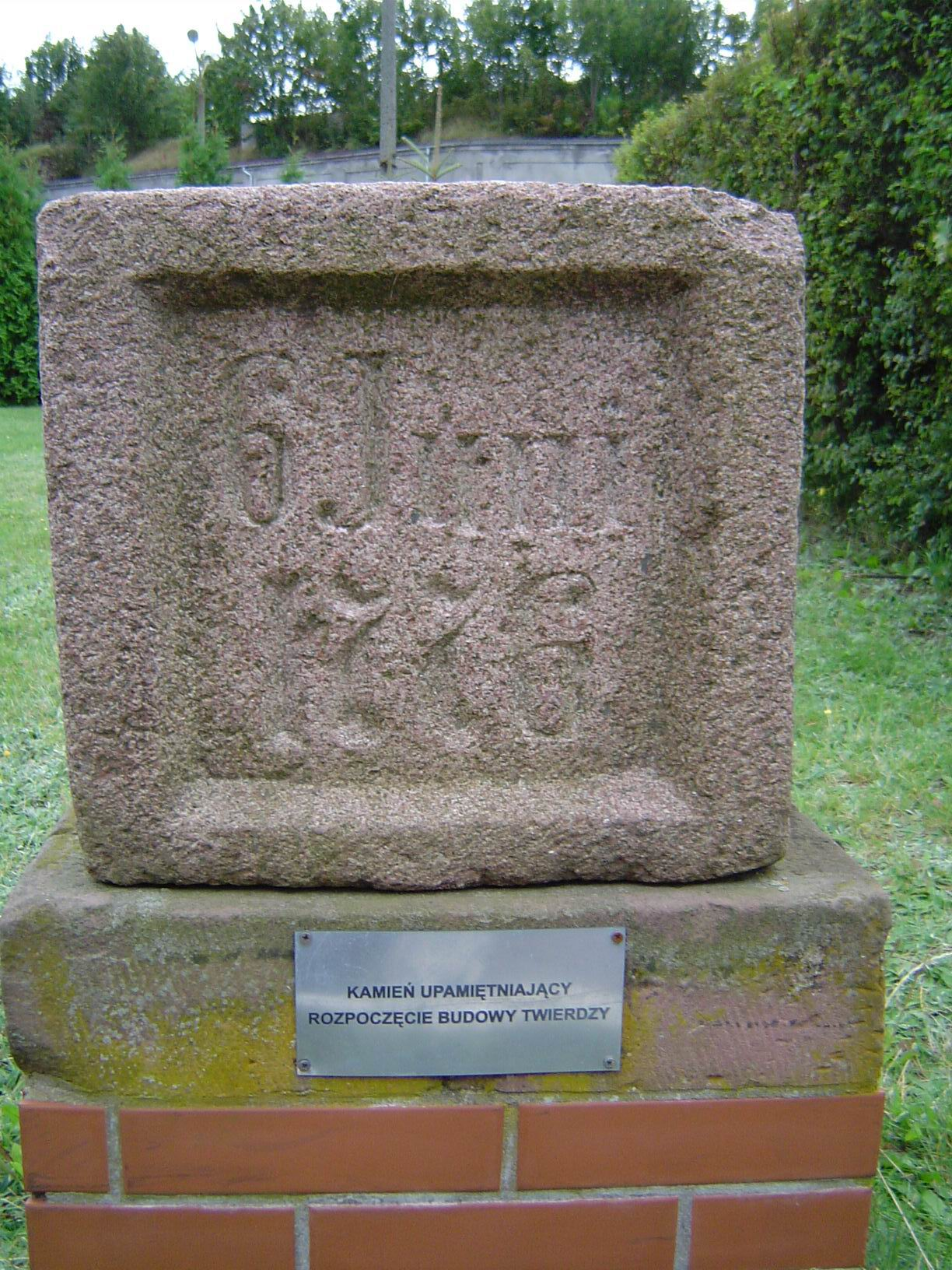
Kamień upamiętniający początek budowy Cytadeli

Twierdza Grudziądz – system pruskich fortów, głównie z XIX wieku, na terenie Grudziądza i okolicznych miejscowości. Zadaniem twierdzy była osłona Grudziądza i strategicznego mostu na Wiśle w wypadku działań rosyjskich.
Jej centralnym punktem jest Cytadela, zwana przez Niemców Twierdzą Courbière’a (niem. Feste Courbiere) – forteca w północnej części miasta, której budowa rozpoczęła się 6 czerwca 1776 roku z rozkazu króla Prus Fryderyka II. Inne forty powstały na przełomie XIX i XX wieku.
Większość umocnień była wykorzystana jedynie w 1806, 1807 i 1945 roku. Wiele z nich, włącznie z Cytadelą, zachowało się do dziś w dobrym stanie. Fragmenty fortyfikacji są dostępne dla zwiedzających.

## Lokalizacja i budowa Cytadeli
Po I rozbiorze Polski Grudziądz znalazł się w granicach Prus. Pojawiła się konieczność zabezpieczenia dolnej Wisły, aby chronić linie komunikacyjne pomiędzy Pomorzem Gdańskim a ziemiami pruskimi na prawym brzegu Wisły, zwłaszcza że twierdze w Gdańsku i Toruniu nie znajdowały się jeszcze w rękach pruskich. Twierdzę wybudowano na rozległym płaskowyżu 1,5 km na północ od centrum miasta w najwyższym punkcie skarpy wiślanej (68,1 m n.p.m., 60 metrów nad poziomem Wisły). Od północy i wschodu otacza ją rzeka Osa, od południa zaś kanał Trynka. Za projektanta uważa się Paula von Gontzenbacha, który pracował wcześniej przy budowie twierdzy w Srebrnej Górze na Śląsku. Projekt budowy korygował osobiście król Fryderyk II.

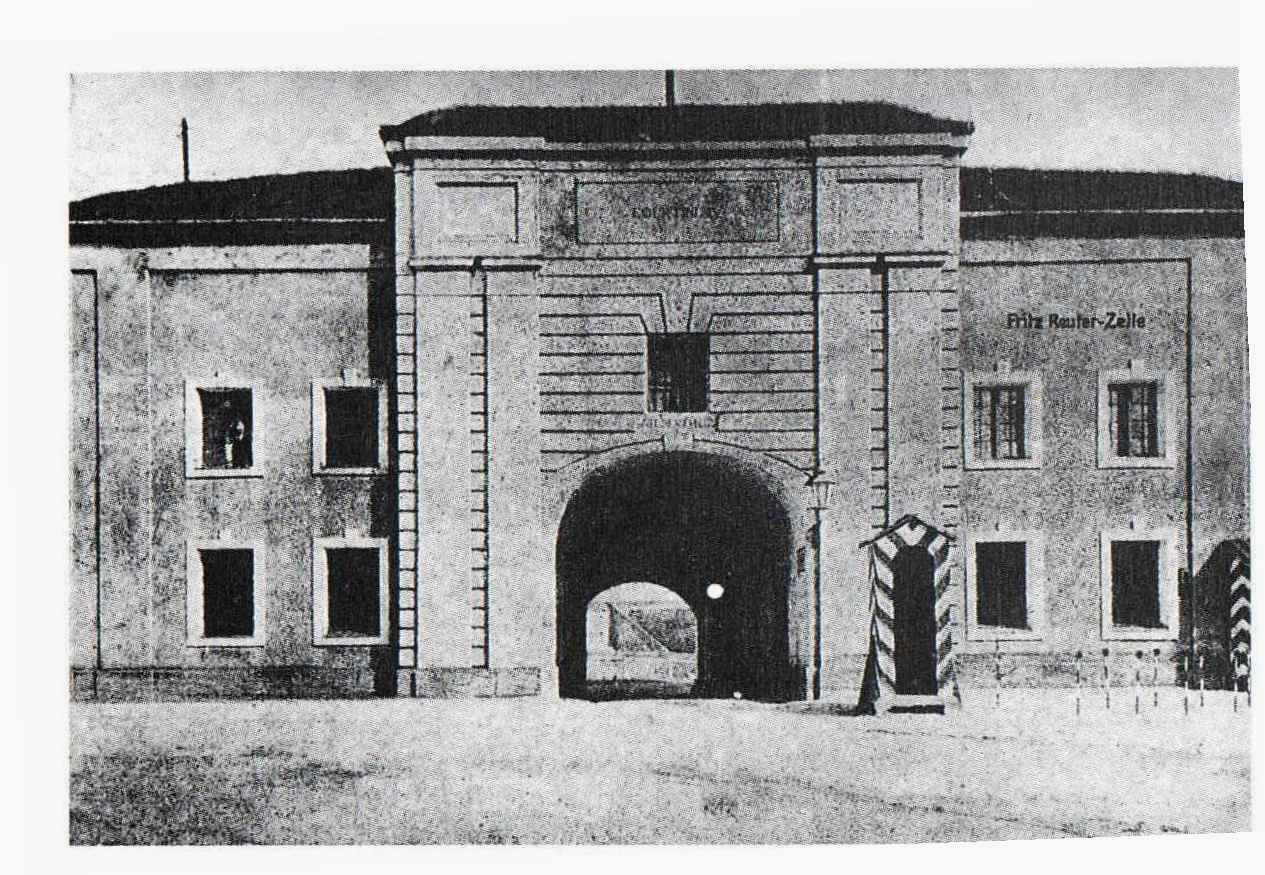
Cytadela w Grudziądzu (przełom wieków)

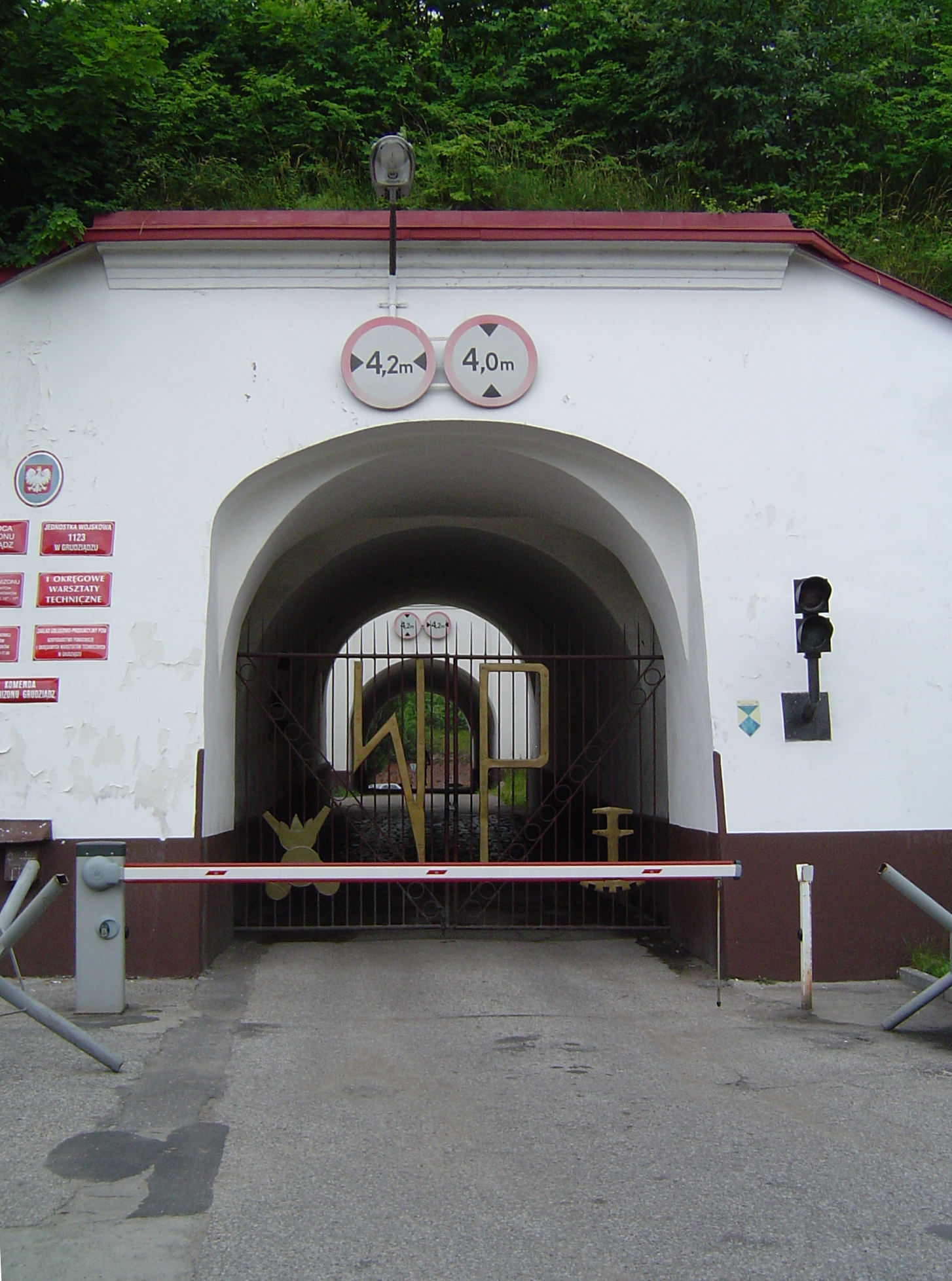
Cytadela w Grudziądzu (brama od ul. Czwartaków)

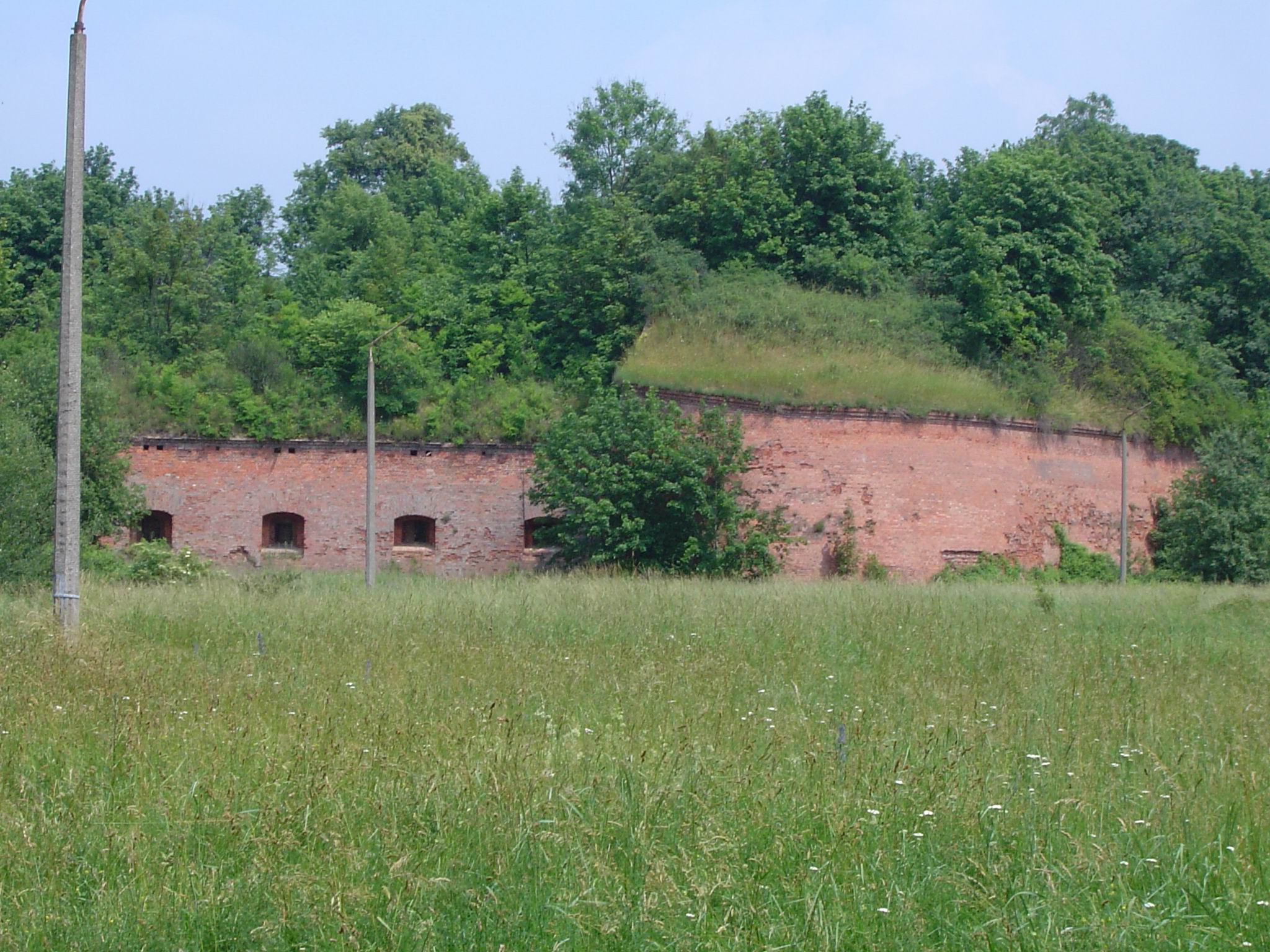
Cytadela w Grudziądzu (otwory artyleryjskie przy suchej fosie)

Budowę rozpoczęto 6 czerwca 1776 roku, co upamiętnia kamień na terenie donżonu, a z początkiem sierpnia prace ruszyły w szybkim tempie. Von Gontzenbach miał do dyspozycji odpowiednią ilość materiałów budowlanych, a przede wszystkim dobrze wyszkolonych rzemieślników i robotników. Do drążenia podziemnych chodników sprowadzono górników. W czerwcu 1776 r. przy budowie twierdzy pracowało (oprócz wozaków) aż 6918 ludzi, w tym 367 murarzy. Budowa miała trwać cztery lata, lecz twierdza nie była gotowa jeszcze w 1782 r. Przyczyn było kilka. W 1780 r. zaczęło brakować cegły. Wówczas na potrzeby twierdzy rozebrano dawne zamki krzyżackie w Rogóźnie i Grudziądzu, a fundamenty obu czół Bastionu I wzniesiono z kamienia. Rosnące stale zapotrzebowanie na cegły (do budowy twierdzy zużyto ich 11 milionów, wykonano łącznie 608 400 m³ robót murarskich) mogła zaspokoić tylko własna cegielnia. Rozbudowano więc cegielnię, która była położona na południe od twierdzy, a do jej obsługi sprowadzono, na ogół z Prus, 180 cegielników. W 1821 r. cegielnia została jeszcze powiększona, zainstalowano też nowe piece, lecz w połowie XIX wieku była już nieczynna. Pojawiły się też trudności natury technicznej przy zakładaniu tarasów i pochylni na skarpie wiślanej – wypływające z góry liczne źródła i strumienie utrudniały prace. Poza tym niektóre budowle trzeba było fundamentować głębiej niż przewidywano. Zgodnie z kosztorysem sporządzonym przez von Gontzenbacha budowa twierdzy miała kosztować około 1.800.000 talarów. Kosztorys ten szybko okazał się nierealny, mimo że zrezygnowano z budowy części projektowanych wcześniej chodników przeciwminowych, służących do niszczenia prac oblężniczych. Z zakładanej długości 56.400 metrów zrealizowano jedynie 1.246 m chodników, założono też miny demolacyjne pod wałami bastionów i rawelinów, które służyły do wysadzania własnych umocnień, gdyby zostały zajęte przez wroga. Budowę twierdzy ukończono w 1789 r., a ostateczny koszt jej budowy wyniósł 3.671.146 talarów.

## Okres wojen napoleońskich
Pojawienie się 15 listopada 1806 roku w Dragaczu patrolu armii Napoleona wywołało w Grudziądzu panikę. Przebywający tu Fryderyk Wilhelm III wraz z małżonką w pośpiechu opuścili miasto, kierując się w kierunku północno-wschodnim.
Guillaume René Baron de l’Homme, Seigneur de Courbière, gubernator Grudziądza, przygotowywał się do obrony twierdzy. Na początku kampanii dysponował garnizonem w sile dwóch batalionów i dwóch kompanii. Pod koniec 1806 roku siły pruskie powiększyły się o trzy bataliony piechoty i jeden szwadron huzarów, a dodatkowo Cytadela dysponowała silną artylerią (154 armaty, 35 haubic i 16 moździerzy). Łącznie generał Courbière miał co prawda pod sobą załogę składającą się z 5808 żołnierzy, ale nie była to siła jednorodna – w sporej części byli to Polacy, Litwini, Rusini, a nawet Szkoci; ta niejednolitość narodowościowa spowodowała olbrzymie kłopoty dowództwu Cytadeli.
Do pierwszego starcia z wojskami francuskimi doszło 4 grudnia 1806 w Mniszku, po czym przez miesiąc nie dochodziło do żadnych kontaktów z przeciwnikiem.

### Oblężenie w 1807
Na początku stycznia 1807 na lewym brzegu Wisły pojawił się oddział polskich powstańców, dowodzonych przez majora Dominika Dziewanowskiego. Rozlokował się w Dragaczu i rozpoczął patrolowanie brzegu Wisły, nie podejmując jednak żadnych akcji zaczepnych w stosunku do Prusaków. W połowie stycznia pod Grudziądz dotarła Brygada Hesko-Darmstadzka, która praktycznie z marszu przeprowadziła szturm miasta. Wojska pruskie broniły właściwie tylko północnego skraju Grudziądza oddziałem liczącym 400 ludzi i dwa działa. Prusacy szybko zaprzestali oporu i wycofali się w kierunku Cytadeli, zajmując rozmieszczone w okolicach umocnienia polowe.

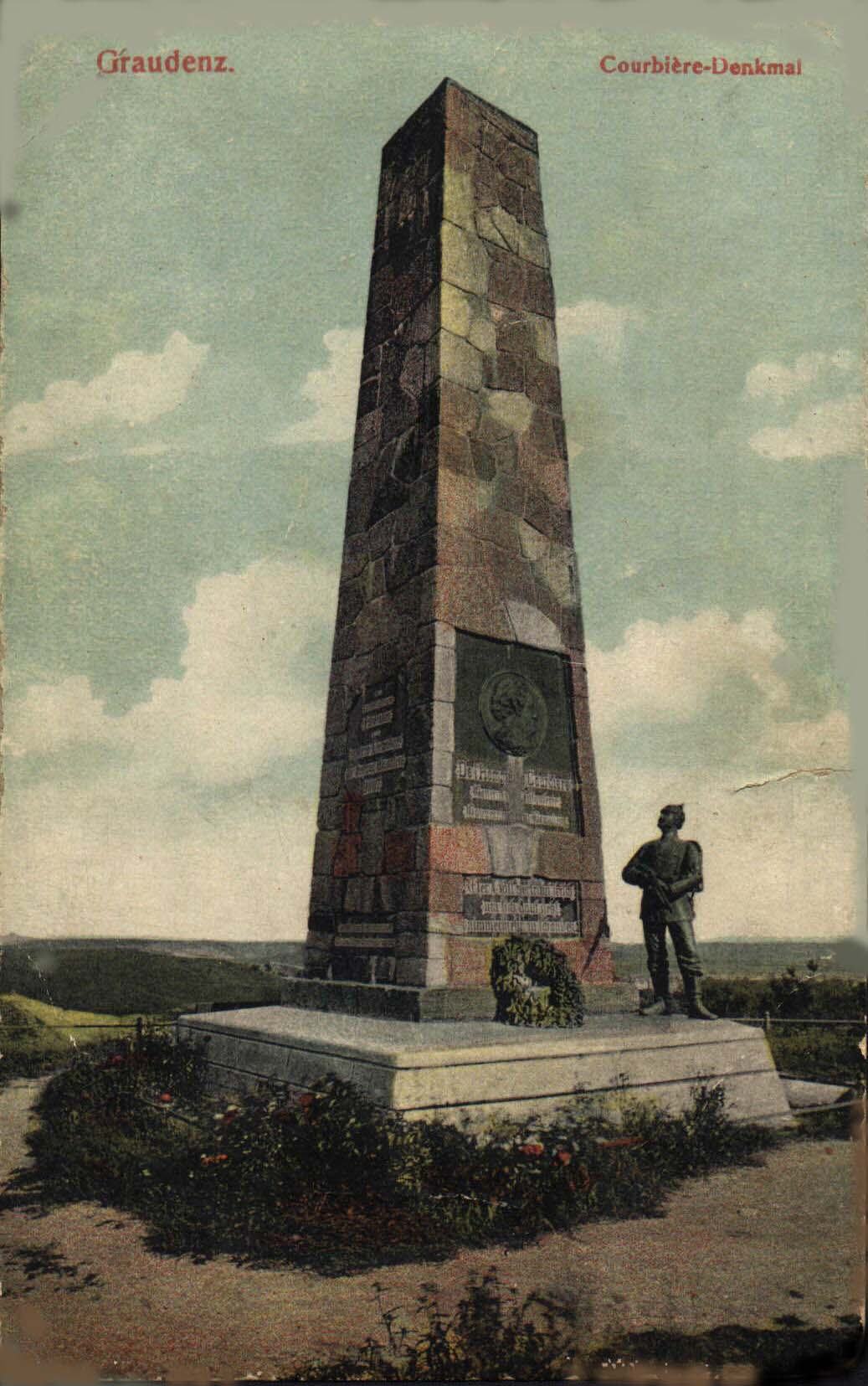
Nieistniejący dziś pomnik Courbiere’a w grudziądzkiej twierdzy

Pod koniec stycznia tego roku pojawiła się pod Grudziądzem kompania piechoty pod dowództwem kapitana Jana Barankiewicza, zajmując Wielki Lubień. Pododdział ten stanowił osłonę polskiego zgrupowania gen. Henryka Dąbrowskiego. Pojawienie się wojsk polskich spowodowało kłopoty dowództwa Twierdzy, ponieważ Polacy z załogi Cytadeli zaczęli dezerterować. Źródła mówią o ucieczce podoficera i ośmiu żołnierzy.
Po przystąpieniu do wojny Rosji i po chwilowych sukcesach Rosjan w Prusach Wschodnich siły Wielkiej Armii opuściły zdobyty obszar. Mimo że następnego dnia powróciły pod Grudziądz, miasto pozostało w rękach Prusaków.
Dezercje z oddziałów pruskich spotęgowało przybycie do Wielkiego Lubienia polskiego 11 Pułku Piechoty, dowodzonego przez pułkownika Józefa Wasilewskiego w sile 1600 ludzi. Wkrótce w okolice miasta zaczęły ściągać inne polskie oddziały. Powoli przygotowywano się do szturmu. Polacy wsparci batalionami heskimi 11 lutego zdobyli Grudziądz. Nie powiodła się jednak próba zdobycia samej Cytadeli. Po 12 lutego dotarła pod Grudziądz Legia Kaliska generała Józefa Zajączka. Rozpoczęła się wtedy właściwa blokada Twierdzy. Uczestniczył w niej jeden batalion 2 pułku piechoty polskiej Księstwa Warszawskiego oraz pierwszy batalion 4 Pułku Piechoty Księstwa Warszawskiego.
Siły oblegające były nadal zbyt słabe i praktycznie pozbawione artylerii, nie udało się więc przeprowadzić bezpośredniego szturmu. Ograniczano się jedynie do sporadycznych pojedynków artyleryjskich. W trakcie jednego z nich ucierpiało samo miasto i prawdopodobnie Wieża Klimek na Górze Zamkowej.
Jeszcze przed nadejściem wiosny 1807 roku wśród walczących zaczęły wybuchać epidemie. Zmarło ponad 700 obrońców. Co do atakujących – brak na ten temat danych. Wiadomo jedynie, że od końca kwietnia do połowy maja z różnych przyczyn ubyło z oddziałów polskich 200 żołnierzy. Przynajmniej część z nich zmarła w wyniku epidemii.
Po upadku Gdańska pod Grudziądz ściągnięto artylerię oblężniczą. Trwały intensywne przygotowania do szturmu. Zaczęto sypać wał ziemny od strony północno-wschodniej Cytadeli, na którym stanąć miały działa. Od 27 czerwca rozpoczęło się sypanie kolejnego, bliższego wału. Trzy dni później, tuż przed przystąpieniem do szturmu generalnego doszło do zawieszenia broni. Oblężenie przerwano na wieść o rozejmie po bitwie pod Frydlandem (14 czerwca), ze względu na rokowania przygotowujące traktat pokoju w Tylży. Na mocy pokoju w Tylży tereny Grudziądza położone na północ od kanału Trynka pozostały w rękach pruskich. Grudziądz był jedną z niewielu twierdz pruskich, które nie zostały zdobyte przez armię napoleońską.

## Po kongresie wiedeńskim
Po zakończeniu wojen napoleońskich Prusacy nie wykonywali już znaczniejszych robót rozbudowujących fortyfikacje. Z czasem stan obiektów ulegał raczej degradacji, zwłaszcza w zakresie przeciwstoku (zlikwidowano np. lunety i niektóre raweliny). Cytadela pełniła głównie rolę koszarową i magazynową, a także więzienia dla więźniów politycznych oraz miejsca internowania wojsk polskich po powstaniu listopadowym, m.in. pułkownika Edmunda Calliera.
30 kwietnia 1862 roku wybuchł bunt żołnierzy pruskich narodowości polskiej pod dowództwem Gotfryda Klatta, jednak nie spowodował ważniejszych konsekwencji. W grudniu 1870 z cytadeli zbiegł Félix Gustave Saussier, przebywający jako jeniec wojenny francuski pułkownik.
Decyzją rządową z 1872 twierdzę oficjalnie zlikwidowano. Obiekty fortyfikacyjne służyły między innymi dla testowania nowych rodzajów armat i amunicji. Funkcja twierdzy była jednak przywracana miastu dwukrotnie: po wybudowaniu mostu na Wiśle w latach 1876–1888 i 1 września 1944 roku w związku ze zbliżaniem się Armii Czerwonej.
W Grudziądzu mieścił się sztab 35 Dywizji Cesarstwa Niemieckiego (w 1912 przeniesiony do Torunia), a także:
- sztab 35 Brygady Kawalerii (niem. 35. Kavallerie-Brigade)
- 4 Pułk Strzelców Konnych (niem. Jäger-Regiment zu Pferde Nr. 4)
- sztab 35 Brygady Artylerii Polowej (niem. 35. Feldartillerie-Brigade)
- 71 Artylerii Polowej Groß-Komtur (niem. Feldartillerie-Regiment Nr. 71 Groß-Komtur)
- Landwehr-Inspektion Graudenz

## Okres międzywojenny
W 1919 był tu więziony przez Niemców skazany na śmierć Józef Wrycza zwany również księdzem generałem (choć oficjalnie miał stopień podpułkownika WP).
23 stycznia 1920 twierdza wraz z miastem przeszła w ręce polskie. W pierwszych miesiącach po odzyskaniu niepodległości pojawił się pomysł zrównania Cytadeli z ziemią, przy czym miano zatrudnić bezrobotnych, nie został jednak zrealizowany.
W latach 1920–1939 forteca była nadal używana do celów wojskowych, mimo rozwoju techniki militarnej i pojawienia się m.in. samolotów. W murach grudziądzkiej Cytadeli stacjonował 18 Pułk Ułanów Pomorskich oraz 16 Pułk Artylerii Polowej, przemianowany w 1931 na 16 Pomorski Pułk Artylerii Lekkiej. Znajdowały się tam również magazyny wojskowe (tzw. Składnica Materiału Intendenckiego). Niektóre budynki były wykorzystywane na potrzeby Centrum Wyszkolenia Kawalerii.
Administracja, konserwacja i modernizacja obiektów twierdzy leżała w kompetencjach Szefostwa Fortyfikacji Grudziądz. Ostatnim szefem fortyfikacji był mjr sap. Karol Wiliński.

## II wojna światowa
Grudziądz znajdował się pod władzą niemiecką już 4 września 1939. Niemcy wykorzystywali Twierdzę jako poligon doświadczalny, a także jako magazyny. Jednak wraz ze zbliżaniem się frontu wschodniego, Hitler ponownie ustanowił miasto twierdzą, która miała być broniona do końca. W tym celu utworzono zawczasu dwa pasy obrony: zewnętrzny i wewnętrzny, do których włączono dawne forty obozu warownego. Trzonem oporu miała być Cytadela. Sowieci i Polacy zgrupowani w oddziałach II Frontu Białoruskiego pod dowództwem gen. Pawła Batowa toczyli krwawe walki o miasto od końca stycznia do 5 marca 1945. W ostatnich dniach stycznia Twierdza została opasana z wszystkich stron pierścieniem wojsk. 14 lutego gen. Fricke wydał rozkaz adresowany do mieszkańców, nakazujący opuszczenie miasta i udanie się do Dragacza. Niewielu mieszkańców zastosowało się do niego. W drugiej połowie lutego wojska radzieckie opanowały przedmieścia Grudziądza. Hitlerowcy usiłowali dokonać licznych zniszczeń podczas wycofywania się, część z nich została jednak udaremniona przez ruch oporu. Na początku marca wojska radzieckie dotarły do śródmieścia. W niektórych działaniach wykorzystane zostały inne forty Twierdzy, np. Dąb i Strzemięcin, ale sama Cytadela pozostawała zapleczem wojsk okupacyjnych.
Grudziądz był od początku przystosowywany na atak od strony wschodniej, ale system fortyfikacji był przestarzały. Oddziały niemieckie zostały pokonane i schroniły się w Cytadeli, jednak widząc bezsens dalszego oporu, gen. mjr Ludwig Fricke podpisał akt kapitulacyjny 6 marca. Wojska niemieckie opuściły Twierdzę w zwartym szyku pod eskortą żołnierzy radzieckich. Do niewoli wzięto 117 oficerów i około 5000 żołnierzy. Tego dnia o godzinie 21.00 w Moskwie z okazji zdobycia miasta oddano dwudziestokrotny salut artyleryjski z 224 dział.

## Cytadela obecnie

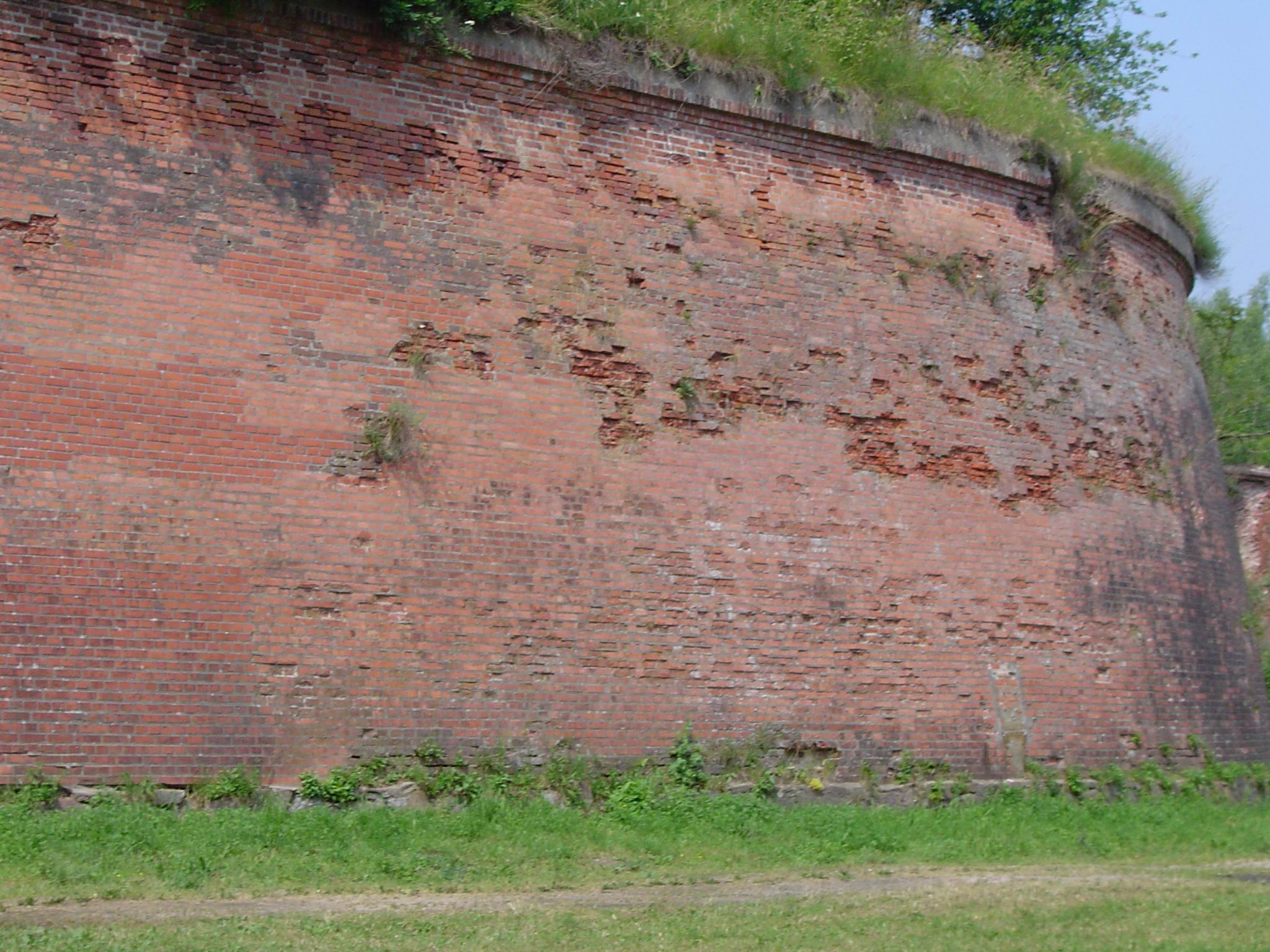
Umocnienia Cytadeli w stanie współczesnym

Dziś Cytadela jest nadal obiektem wojskowym. Na jej terenie stacjonuje kilka mniejszych jednostek, znajdują się tam też magazyny wojskowe. Z dawnej twierdzy zachował się donżon z pełnym obwodem wałów i kazamatami, obiema bramami i jedną z czterech pochylni. W obrębie donżonu najlepiej zachowany i najbardziej charakterystyczny jest dwukondygnacyjny Wielki Magazyn oraz klasycystyczny, usytuowany pośrodku dziedzińca, budynek dawnej komendantury. Zachowały się także, choć w różnym stanie, wszystkie pięć bastionów, cztery raweliny, chodnik w przeciwskarpie obiegający twierdzę oraz chodniki przeciwminowe. Nie ma już jednak dawnych lunet. W całkiem dobrym stanie jest też sucha fosa. W części nieużywanych chodników znajduje schronienie około 1000 nietoperzy. Cytadelę można zwiedzać po uprzednim uzyskaniu zgody władz wojskowych, lub bez przeszkód w wybrane dni roku (tzw. „Dni otwarte Cytadeli”, np. 11 listopada czy 3 maja). Od czerwca 2011 roku gospodarzem obiektu jest Jednostka Wojskowa 4503. Po Cytadeli oprowadzają przewodnicy z Wojskowego Stowarzyszenia Kulturalno–Edukacyjnego „RAWELIN”.

### Szlak po fortyfikacjach
Pod koniec sierpnia 2007 roku został utworzony pieszy i rowerowy szlak turystyczny prowadzący do najważniejszych fortyfikacji. Trasa prowadzi wokół Grudziądza od Fortu Strzemięcin i sąsiedniego schronu IR9 przez Fort Lasek Miejski, Baterię Półpancerną Leśny Dwór, Księże Góry, schron przy ulicy Kasztanowej i Fort Tarpno, Świerkocin, Nową Wieś i Parski. Szlak kończy się w Cytadeli na Dziele Rogowym. Został otwarty 2 września 2007 roku rajdem rowerowym „Do Twierdzy de Courbière’a”, w którym wzięło udział ponad 160 osób. Przewodnicy z Towarzystwa Przyjaciół Fortyfikacji oprowadzili chętnych po ważniejszych zabytkach fortyfikacyjnych, w tym po podziemiach Cytadeli.

## Dzieło Rogowe Cytadeli
Potężna budowla zbudowana w latach 1788–1789 według projektu Pawła von Gontzenbacha. Stanowiła tak zwane dzieło zewnętrzne Cytadeli, wysunięte w kierunku miasta. Wzmacniało także ogniem flankowym obronę podejścia do Bramy Górnej. Trzon budowli stanowiło właściwe dzieło rogowe, które składało się dwóch półbastionów. Za fosą wewnętrzną wznosił się potężny trawers artyleryjski I odcinka obrony. Komunikację z Cytadelą zapewniała linia komunikacyjna – kryta droga. Całość była otoczona fosą, murem przeciwskarpy, krytą drogą i stokiem bojowym. Znacznie rozbudowana była sieć chodników przeciwminowych. Dzieło Rogowe zostało częściowo wysadzone w powietrze w celu pozyskania cegły po II wojnie światowej. Zachowały się jednak liczne godne uwagi obiekty oraz długie odcinki chodników podziemnych. Obiekt dostępny do zwiedzania, jednak należy zachować ostrożność. Położony między obecnymi ulicami Czwartaków, Saperów i Jagiełły.

## Inne umocnienia Twierdzy

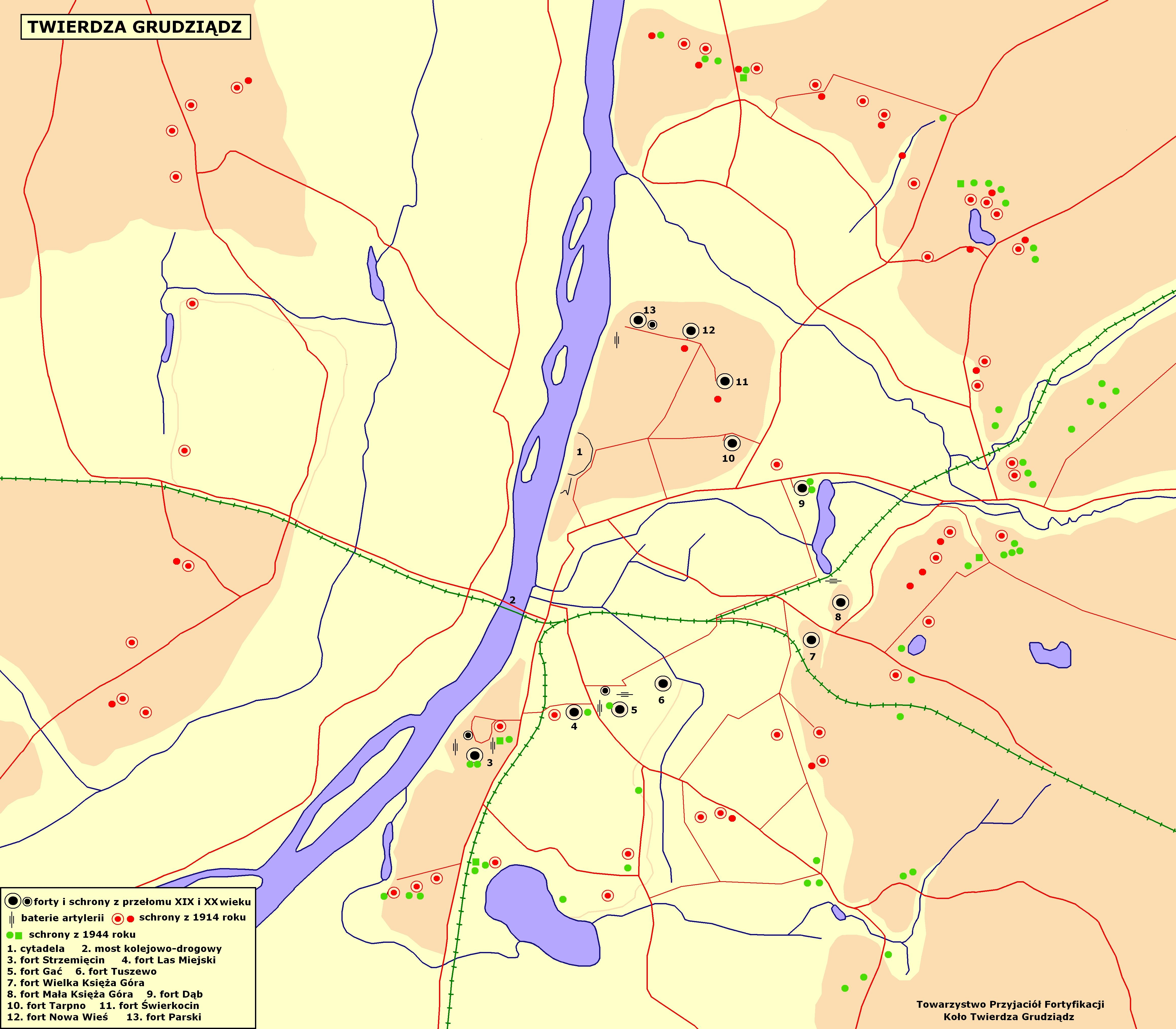
Plan twierdzy

- Fort Dąb
- Fortyfikacje Kępy Fortecznej
  - Fort Tarpno
  - Fort Świerkocin
  - Fort Nowa Wieś
  - Fort Parski
  - Bateria północna
- Fort Mała Księża Góra
- Fort Wielka Księża Góra
- Fort Strzemięcin
- Południowy Front Nizinny
  - Fort Gać
  - Fort Lasek Miejski
  - Fort Tuszewo
  - Bateria Półpancerna Leśny Dwór

### Fort Dąb

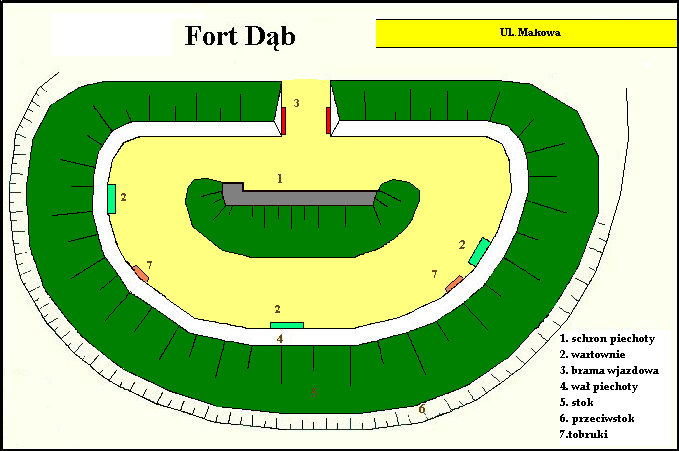
Fort Dąb

Fort Dąb stanowił ostatnie wybudowane do wybuchu I wojny światowej dzieło piechoty (ok. 1907 roku). Stanowił wypełnienie luki między Księżymi Górami a Kępą Forteczną oraz osłonę wjazdu do miasta od strony Olsztyna. Był usytuowany bezpośrednio za jeziorem Tarpno i początkowym odcinkiem Trynki (ob. ul. Makowa). Schron piechoty miał strukturę żelazobetonową, ale słabszą w porównaniu ze zbudowanymi uprzednio schronami, prostą architekturą był już zbliżony do schronów okresu I wojny światowej. W wale usytuowane były 3 wartownie o sklepieniach wzmocnionych blachą falistą. W 1944 roku w wale fortu umieszczono także 2 schrony typu „tobruk”.
Stan zachowania fortu jest dobry, można go zwiedzać. Schron główny w dobrym stanie, ale bez drzwi i okiennic stalowych. Jako jedyny spośród schronów pierścienia wewnętrznego był przystosowany do obrony własnej – przez wystającą przed fasadę schronu latrynę tworzącą rodzaj kaponiery. Strzelnice do ognia czołowego ochraniały też wejścia do schronu. Wartownie – w dobrym stanie (niektóre z zachowanym sklepieniem z blachy falistej). Wolną powierzchnię dziedzińca wypełniają krótkie odcinki wolno stojących wałów.
Fort w okresie walk o Grudziądz w 1945 roku był miejscem koncentracji artylerii dla północnego odcinka obrony miasta, a także został użyty przez Niemców w ciężkich walkach prowadzonych w tej części miasta jako punkt oporu pierwszej linii frontu.

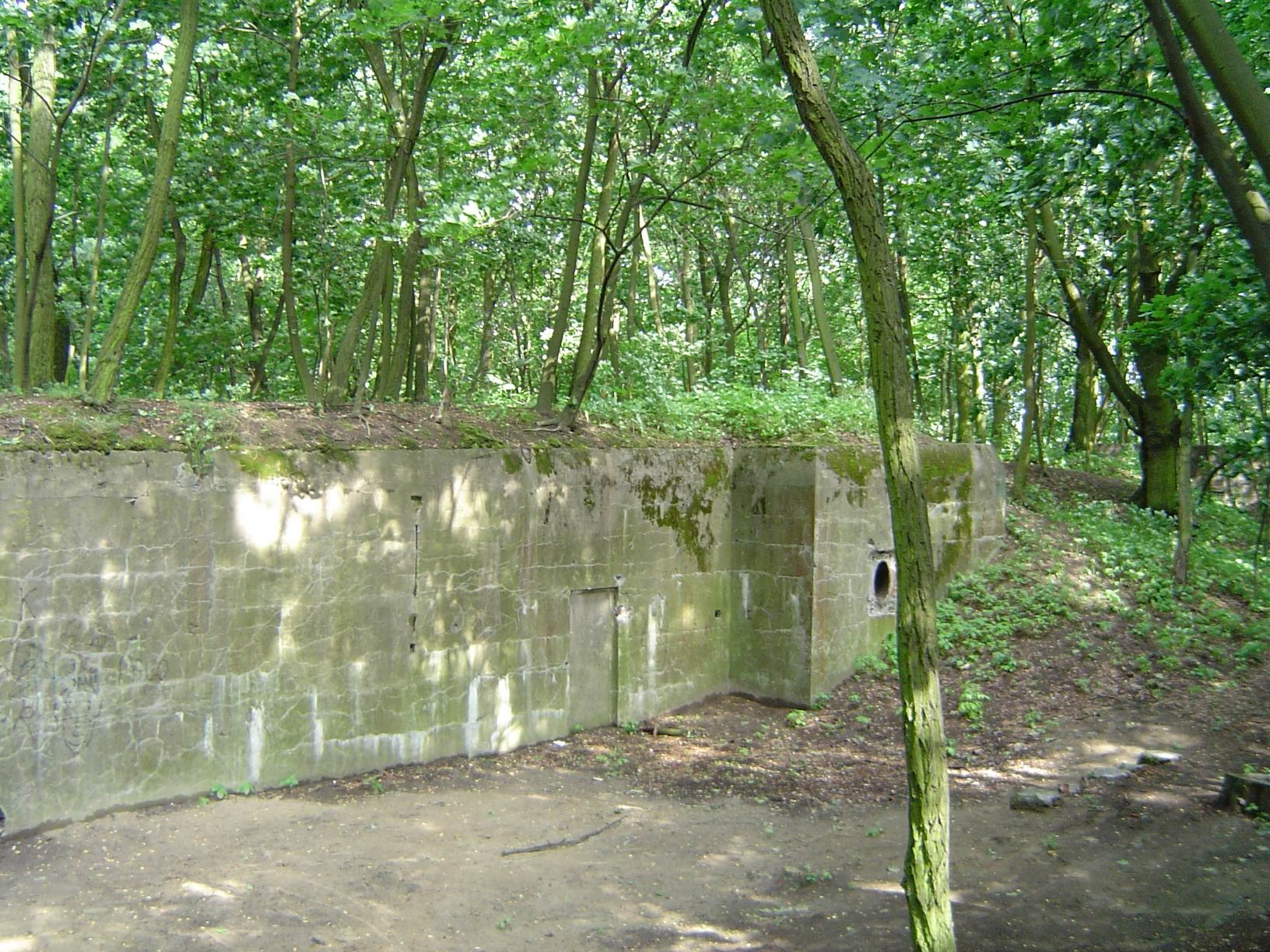
Schron główny Fortu Dąb
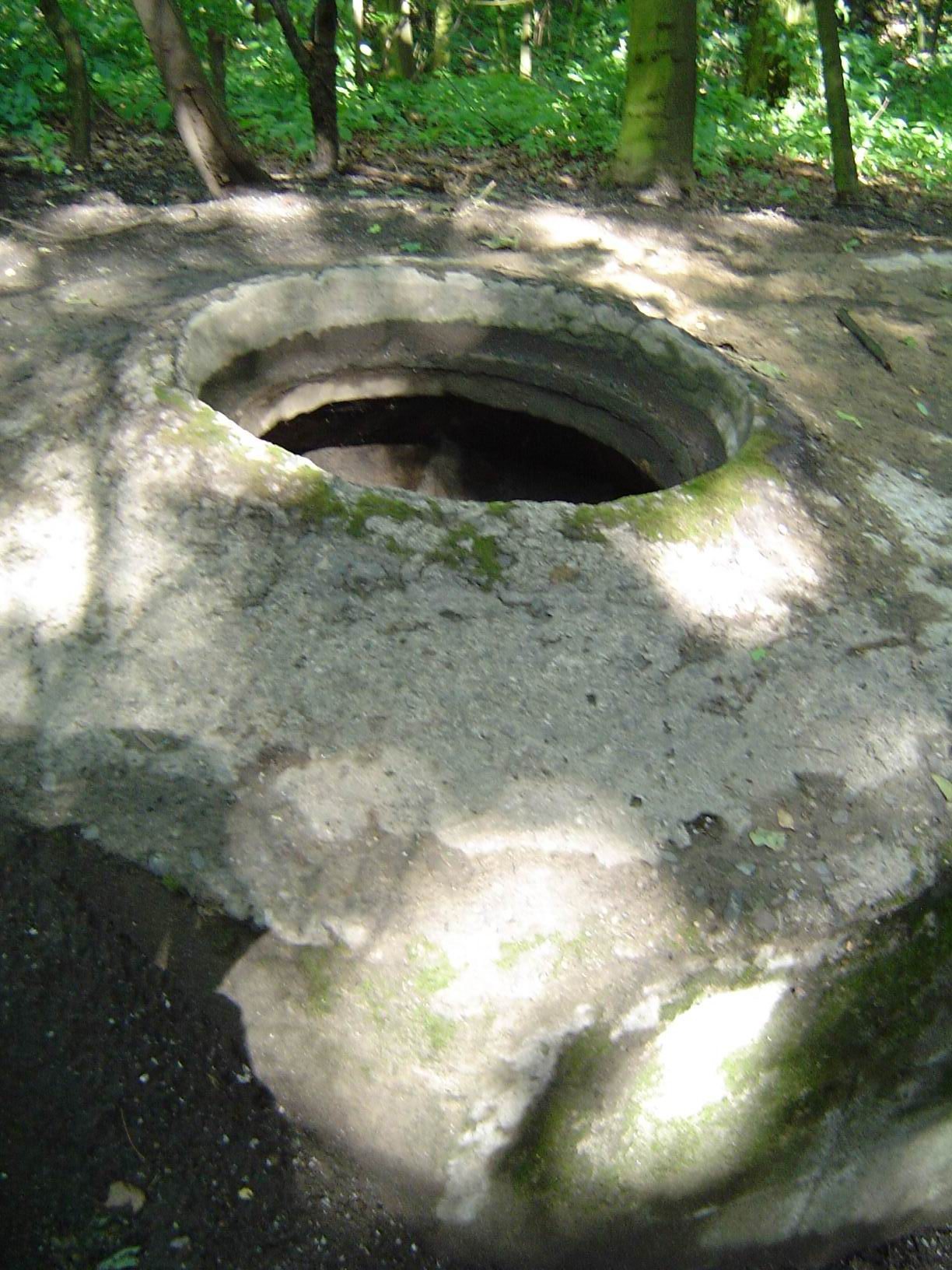
Tobruk na terenie Fortu Dąb
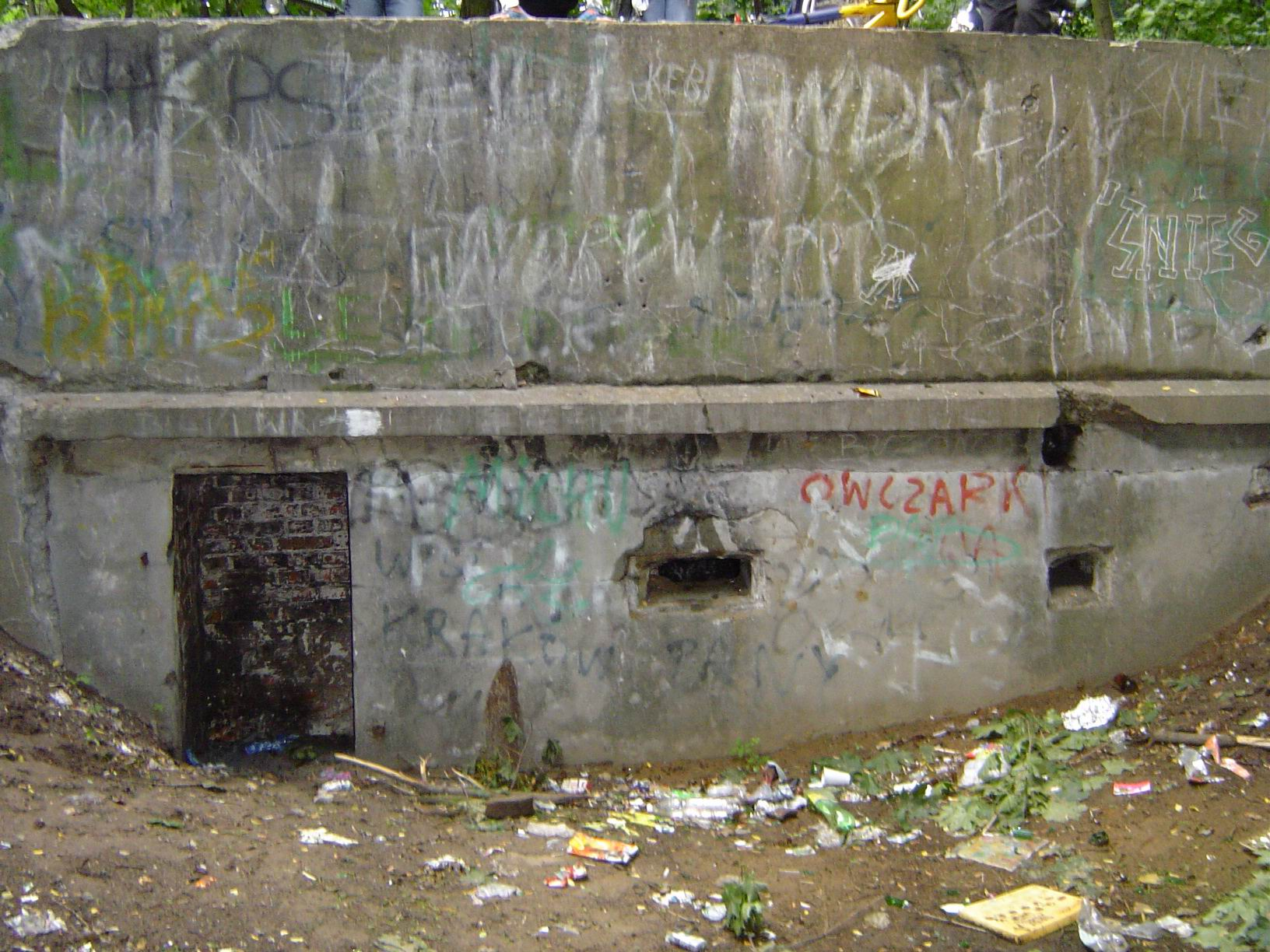
Wartownia środkowa fortu

### Fortyfikacje Kępy Fortecznej

#### Fort Tarpno
Za skrzyżowaniem dróg prowadzących na Olsztyn i Malbork, przy ulicy Klonowej, w pobliżu ogrodów działkowych, kryje się fort Tarpno. Obiekt jest dobrze zachowany. Obiekt powstał w latach 1896–1898 dla ochrony strategicznego rozwidlenia dróg do Malborka i Olsztyna. Schron koszarowy zabezpieczony jest 3-metrowym potężnym sklepieniem betonowym. Wały ziemne z czterema wartowniami (każda była przeznaczona dla 12 żołnierzy) są tylko minimalnie uszkodzone przez wchodzące na nie działki. Wewnątrz wałów znajduje się schron koszarowy, godny zwiedzenia ze względu na minimalny stopień dewastacji, z boniowaniami wokół otworów drzwiowych i okiennych. Schron ten jest architektonicznie zbliżony do fortu Lasek Miejski.

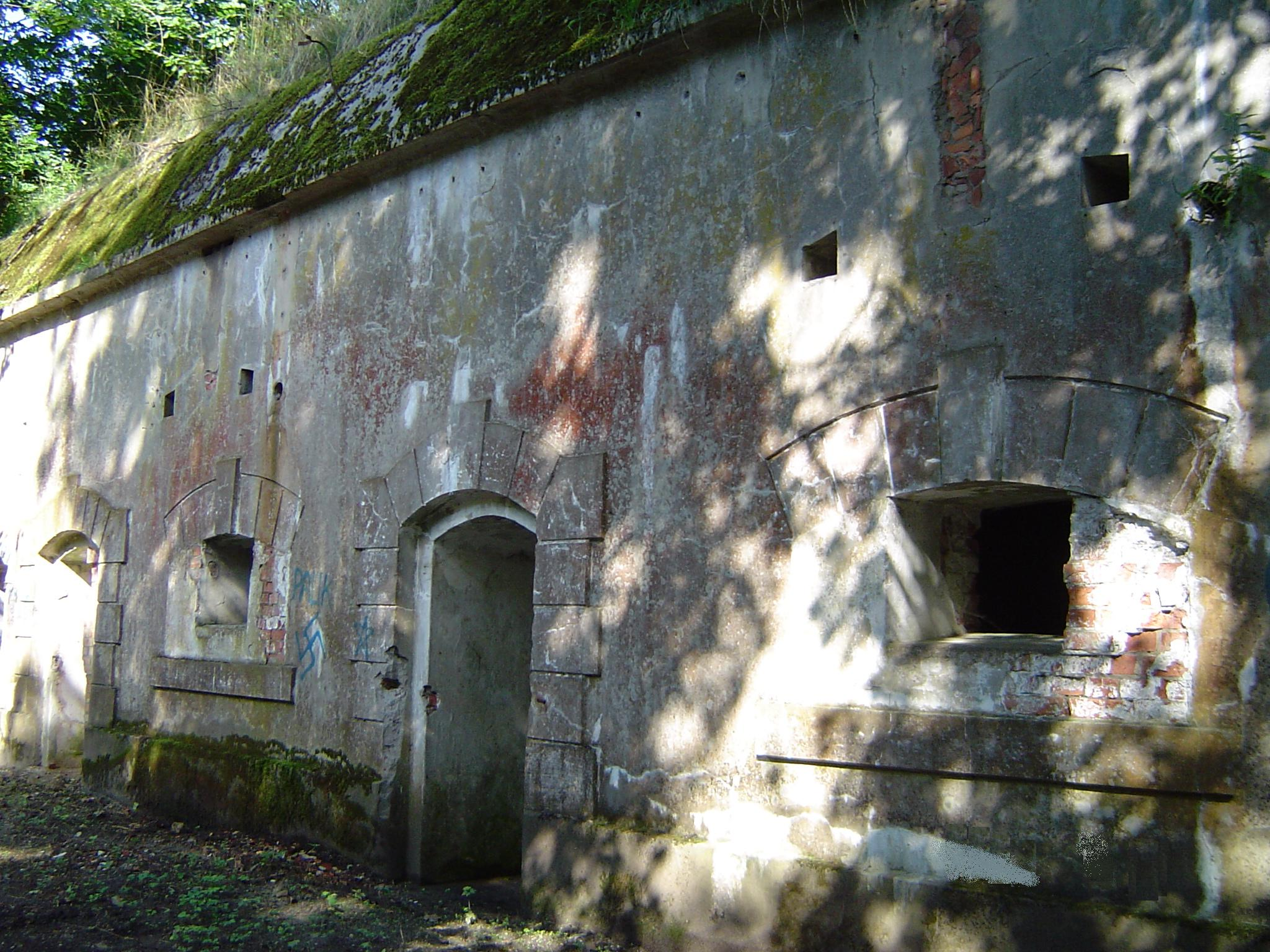
Schron główny, widoczne elementy ozdobne
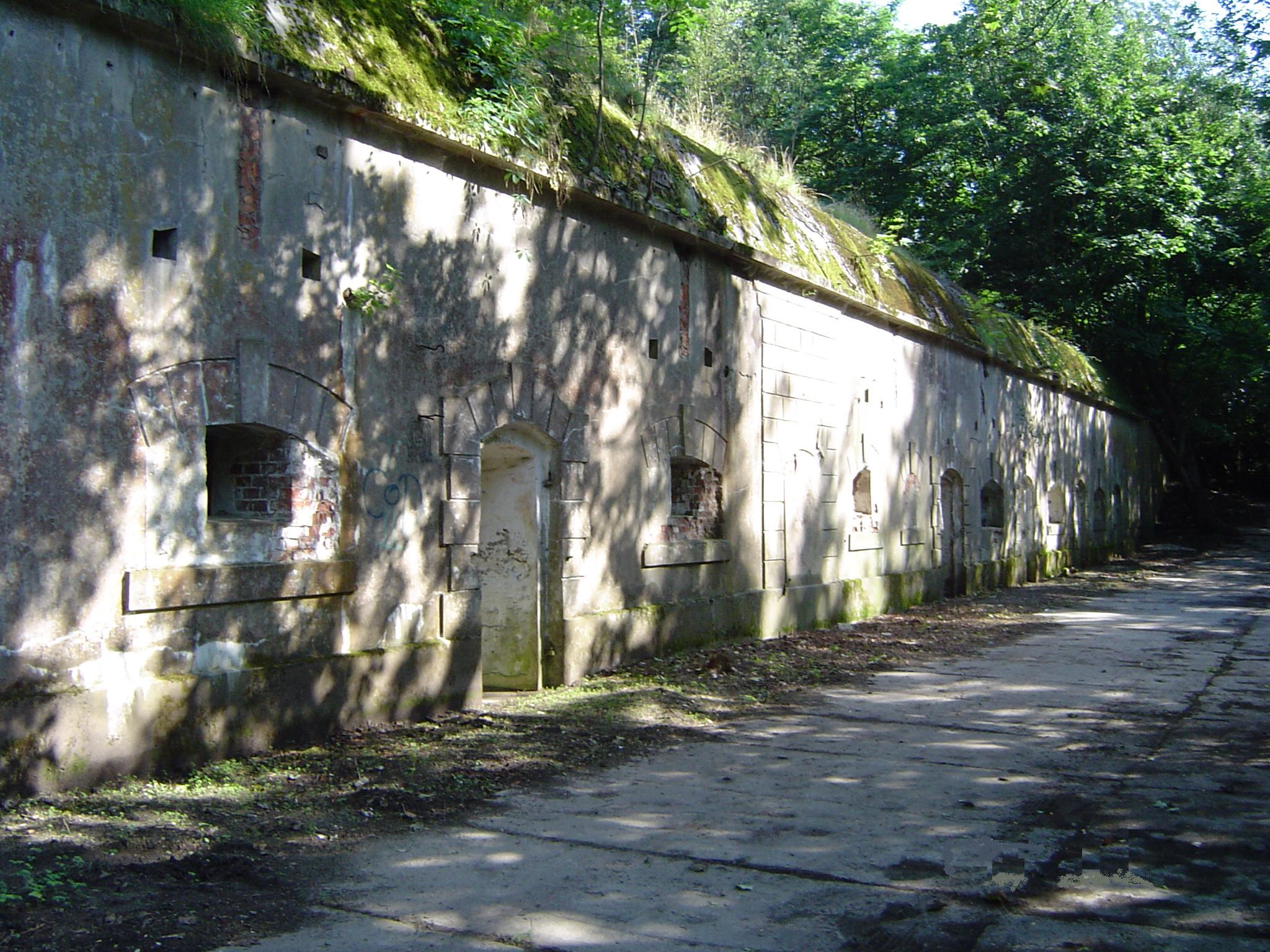
Schron główny
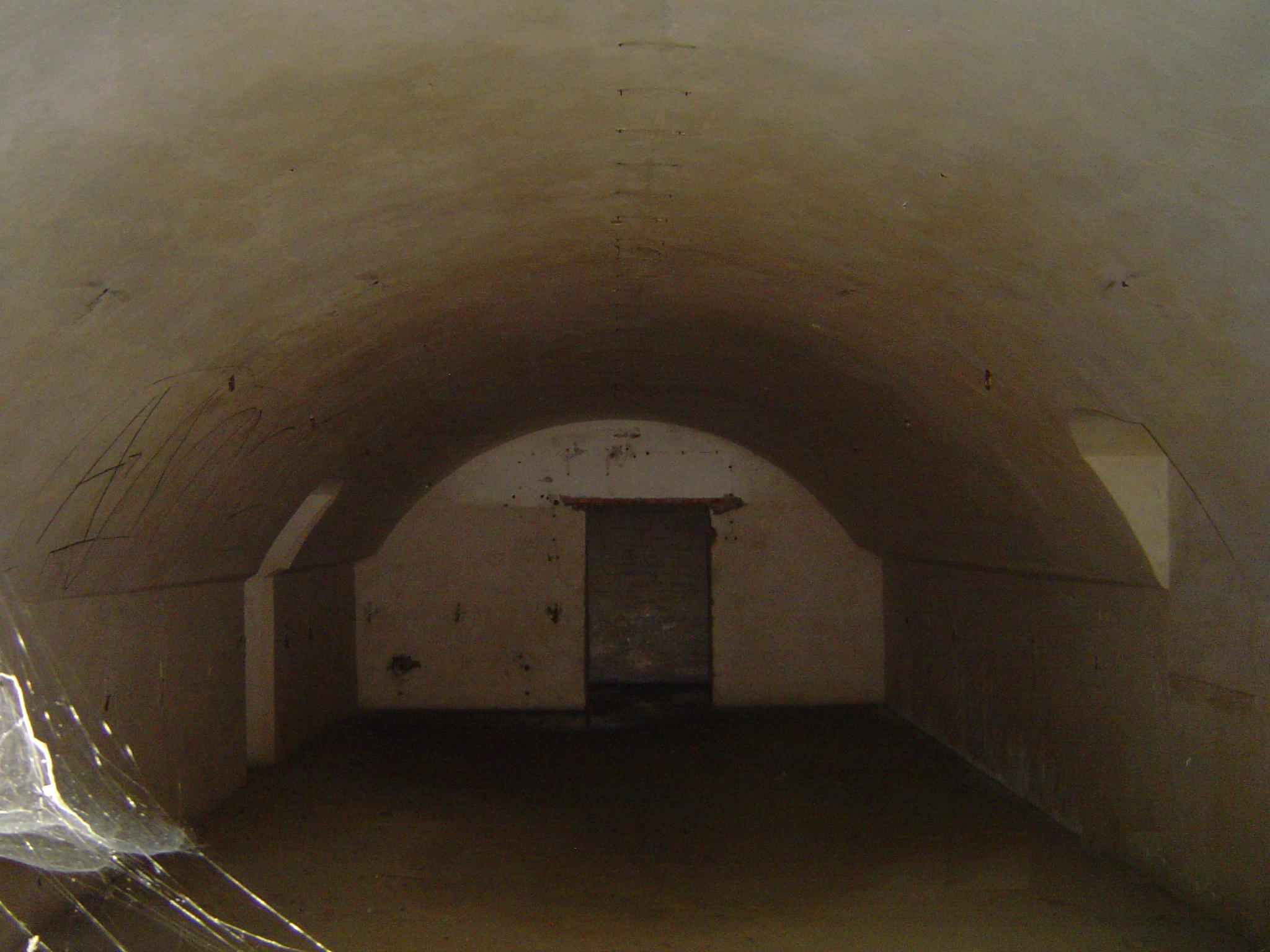
Wnętrze schronu głównego
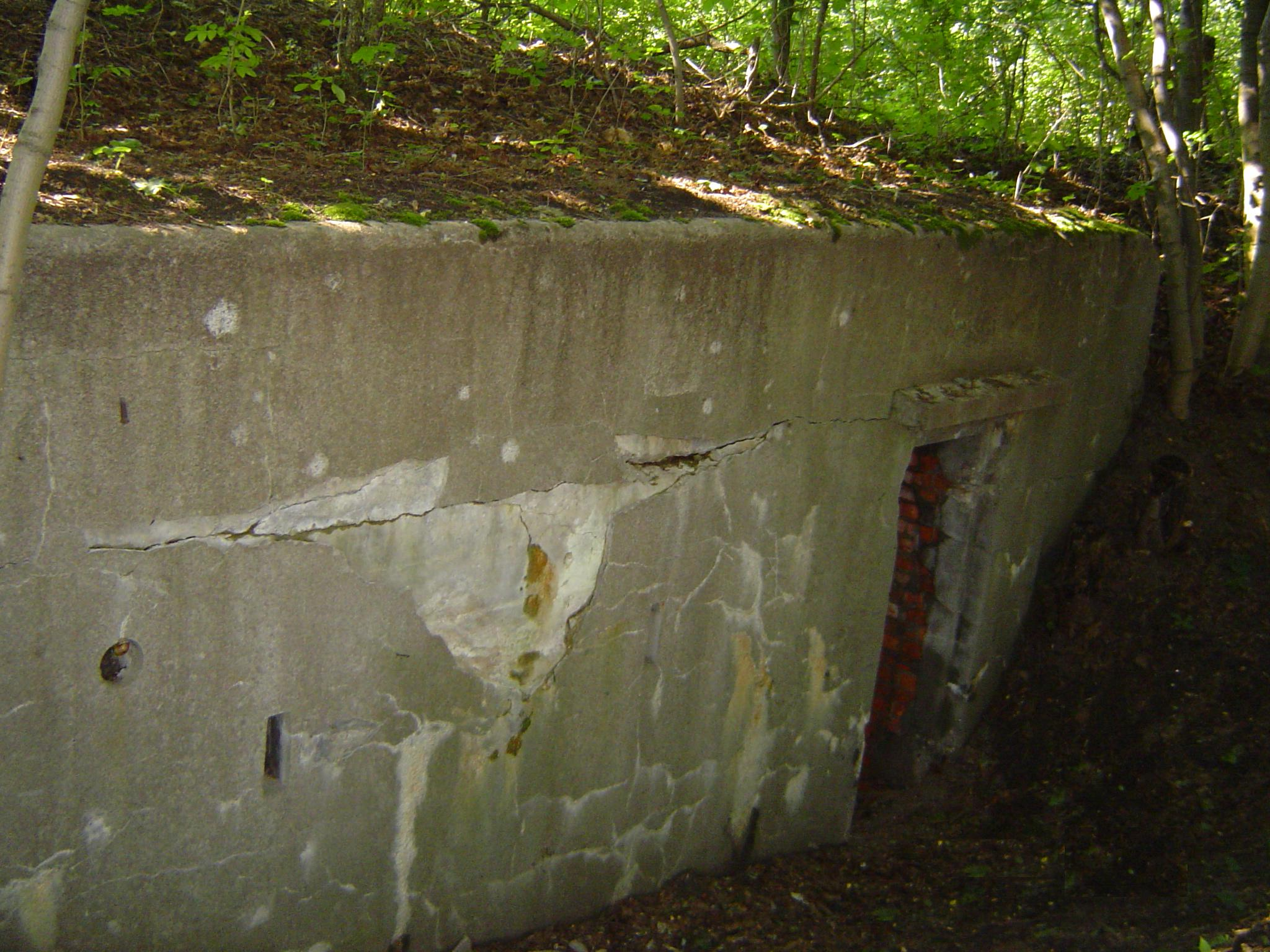
Wartownia

#### Fort Świerkocin
Powstały w latach 1900–1902. Miał nieco słabszą niż Fort Tarpno budowę schronu piechoty. Grubość betonowo-żelbetonowych ścian wynosiła 1,75 m. Otaczają go 4 wartownie, w tym 3 wzmacniane przeciwodpryskową blachą falistą. Charakterystycznym elementem fortu jest wał zaplecza w postaci krótkich, owalnych odcinków obwałowań. Zachowany w dobrym stanie, ob. na pograniczu Nowej Wsi i Świerkocina, dojazd od ul. Świerkocińskiej.

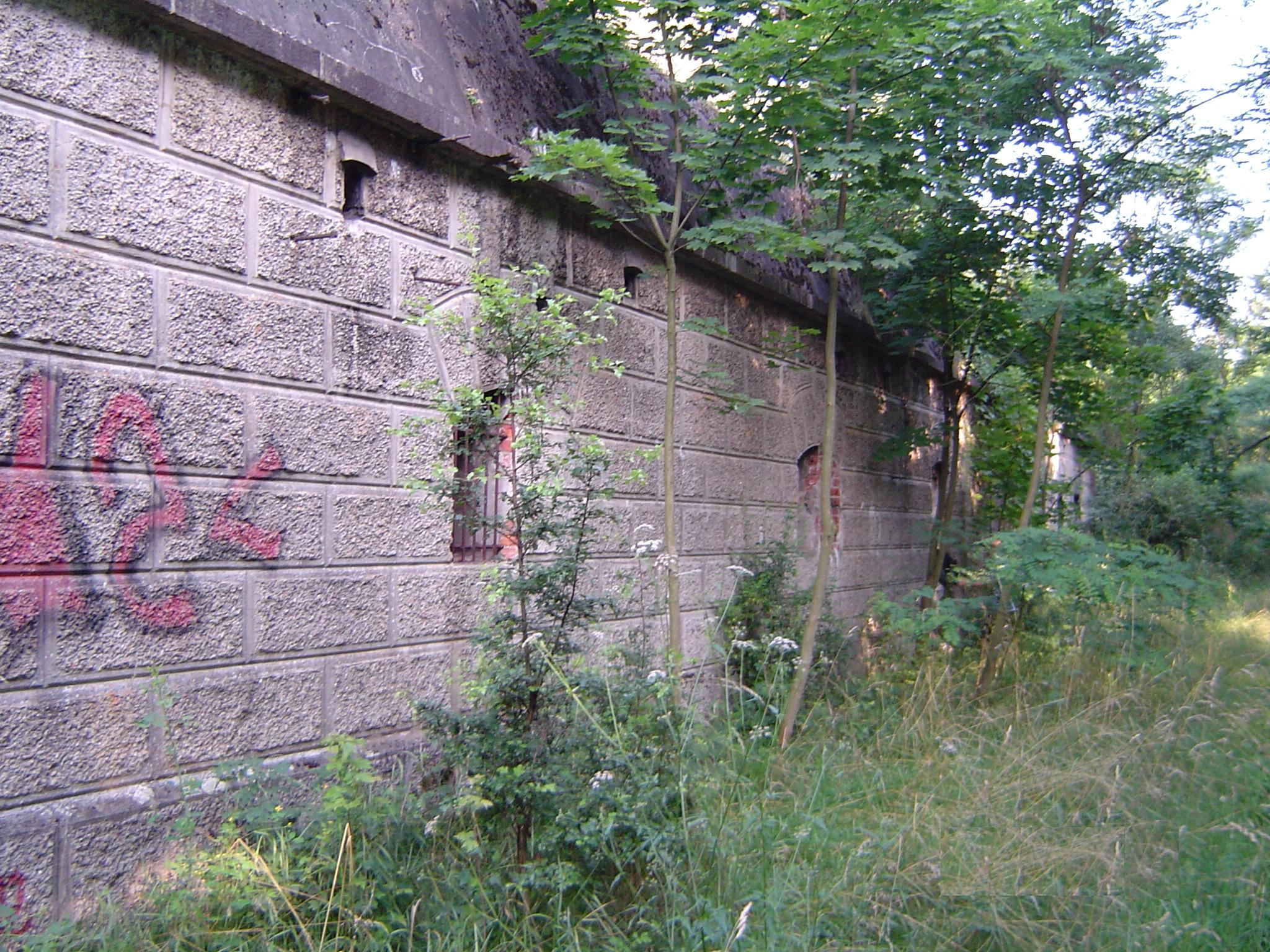
Fort Świerkocin – schron główny
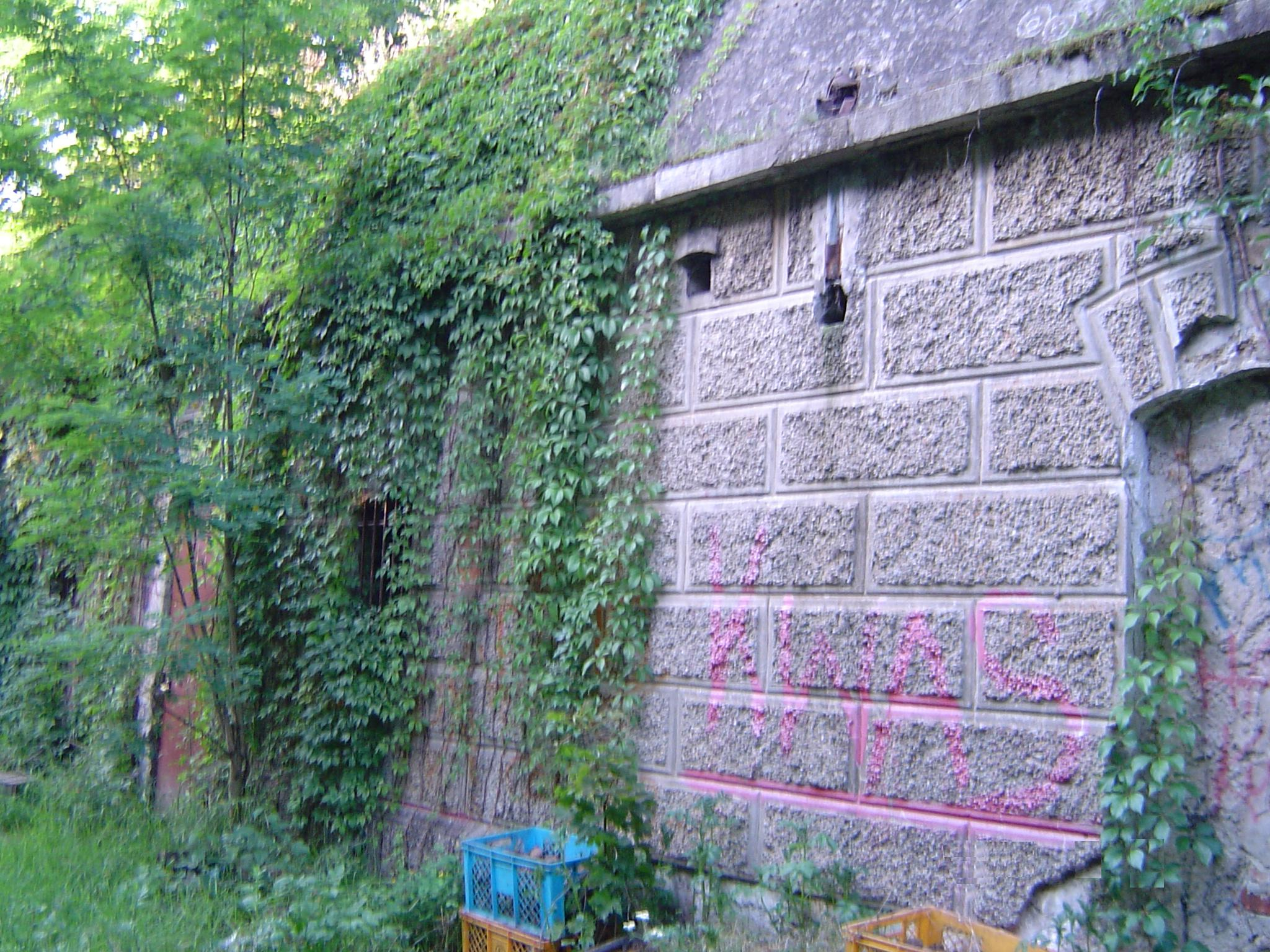
Schron główny – widok na umieszczone w nim pomieszczenie gospodarcze
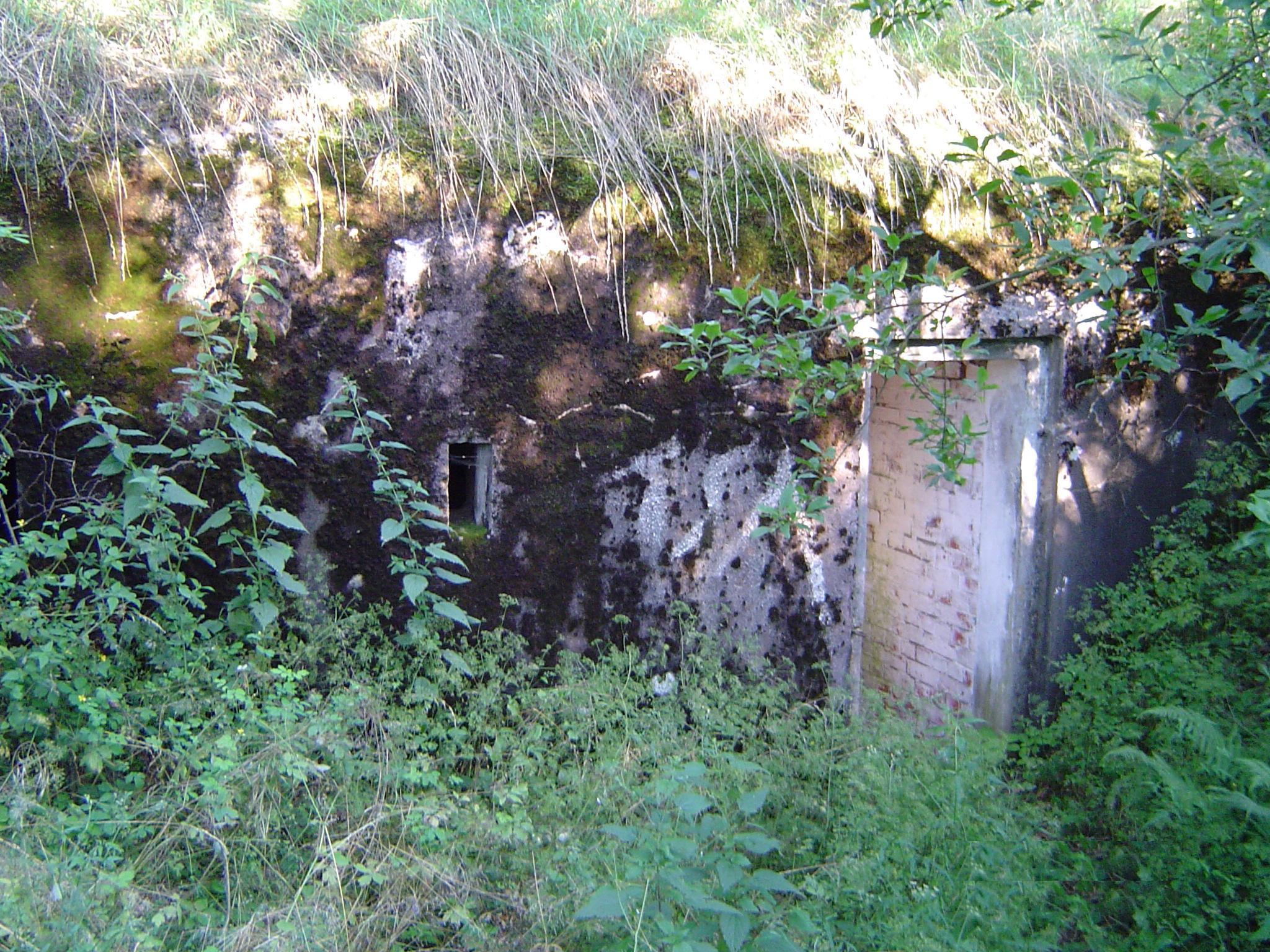
Jedna z wartowni
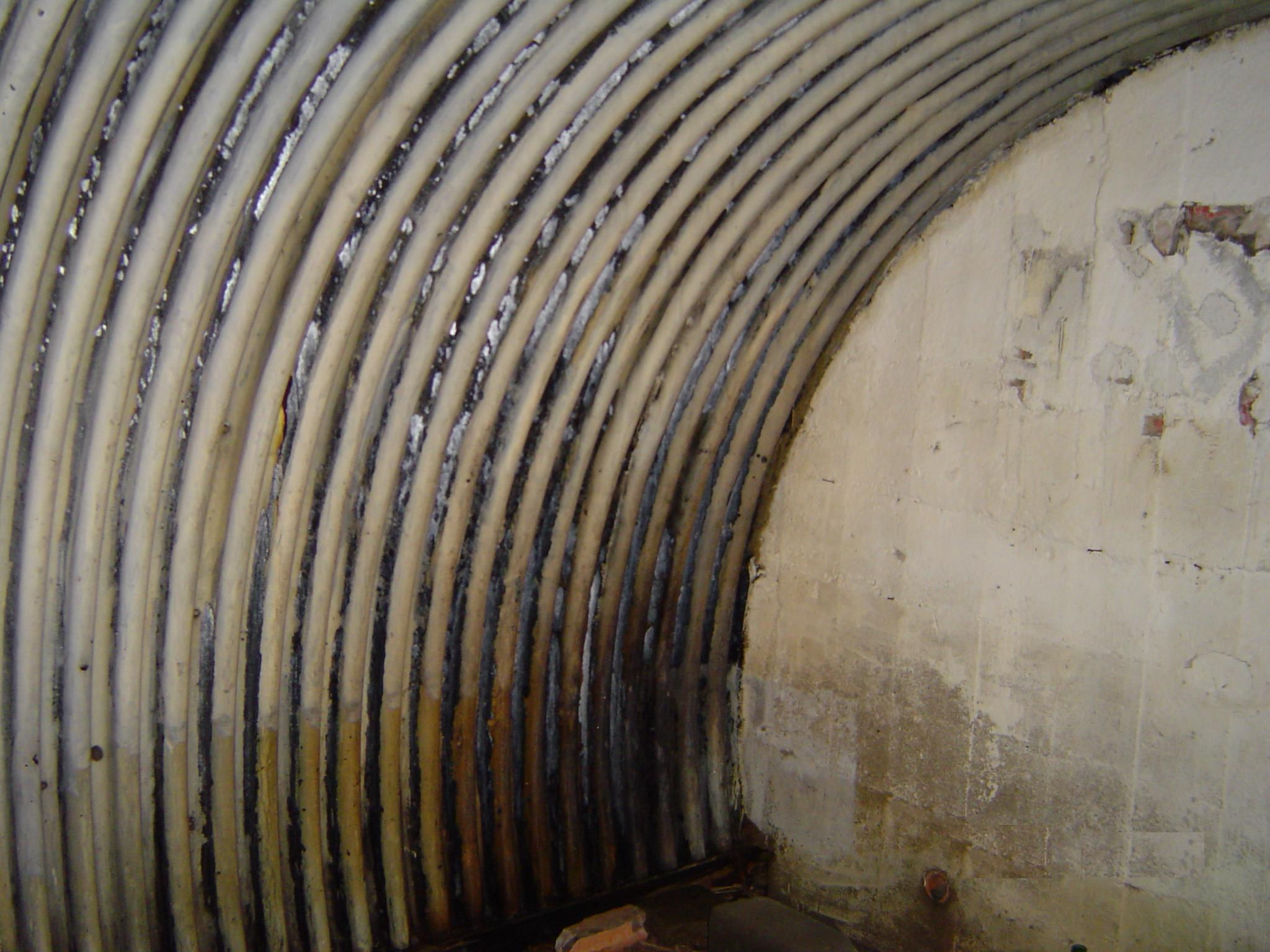
Zachowana blacha falista na stropie jednej z wartowni

#### Fort Nowa Wieś
Fort wybudowany w latach 1900–1902, pod względem architektonicznym identyczny do Fortu Świerkocin (również wał zaplecza). Zachowany w dość dobrym stanie, jedynie część schronu głównego jest zdewastowana. Można trafić na elementy wyposażenia z czasu budowy, np. podstawę dla agregatu dieslowskiego i napisy na ścianach w języku niemieckim. Fort znajduje się w Nowej Wsi koło Grudziądza przy ul. Leśnej.

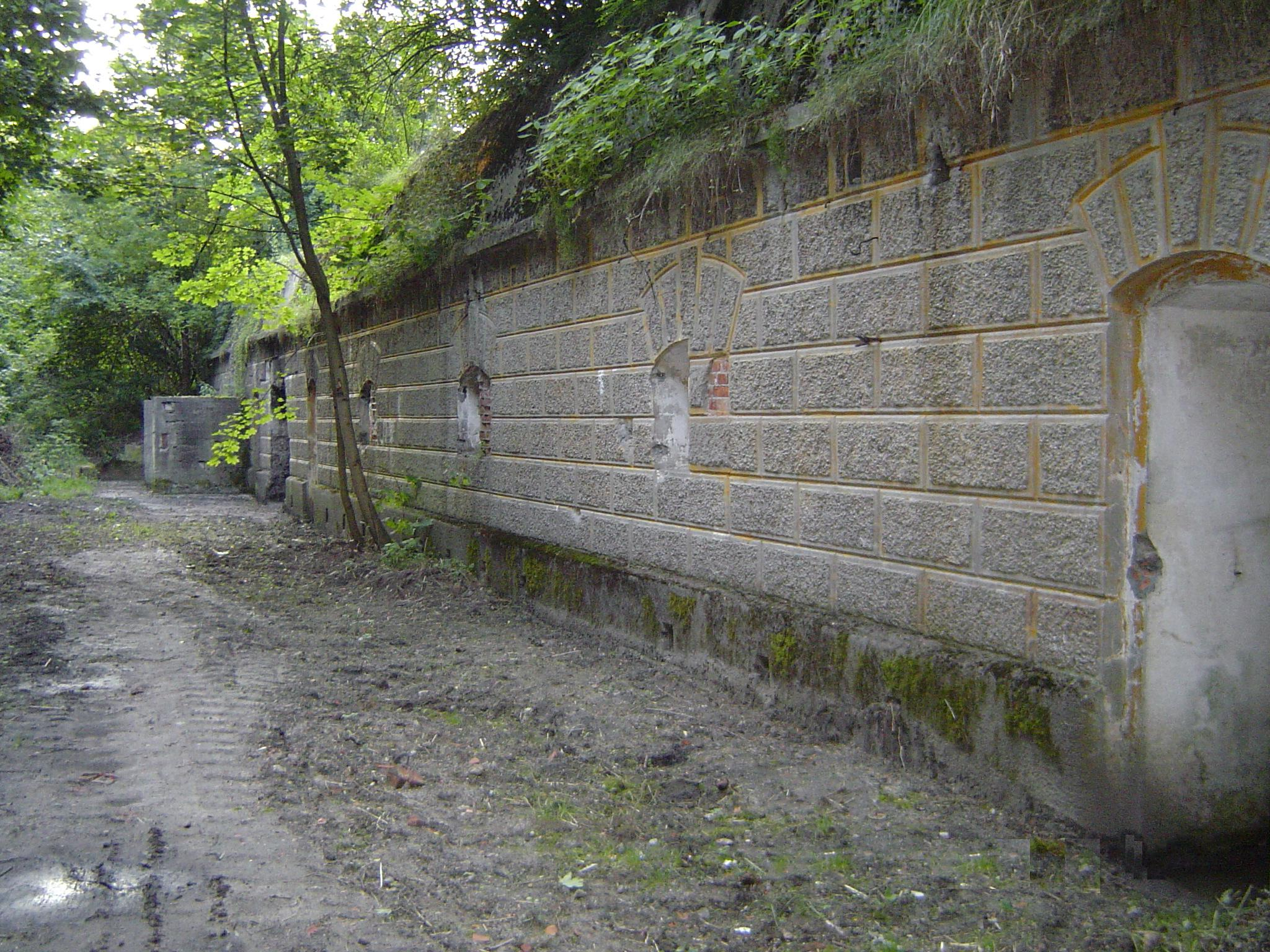
Schron główny z zewnątrz
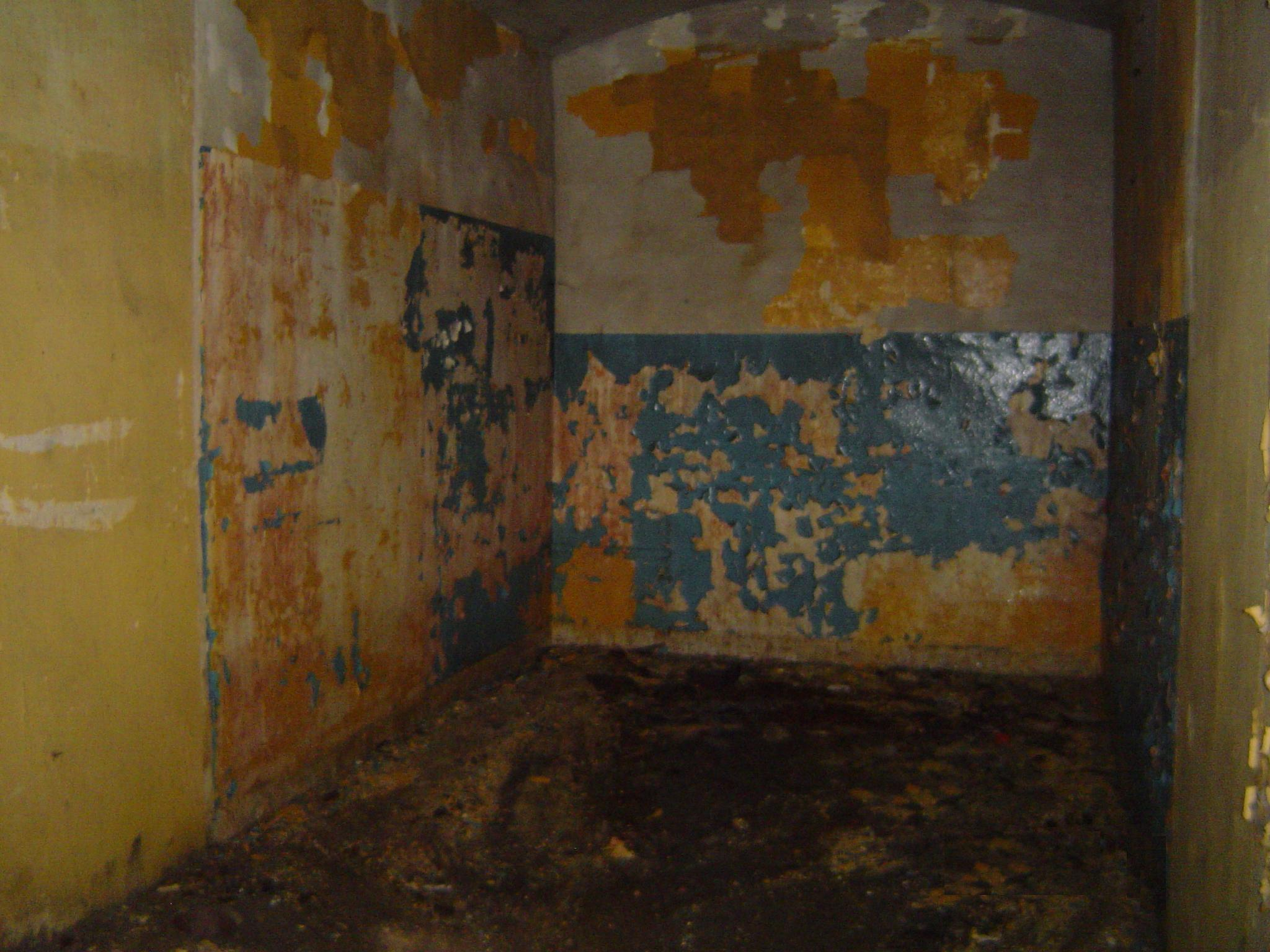
Wnętrze schronu głównego
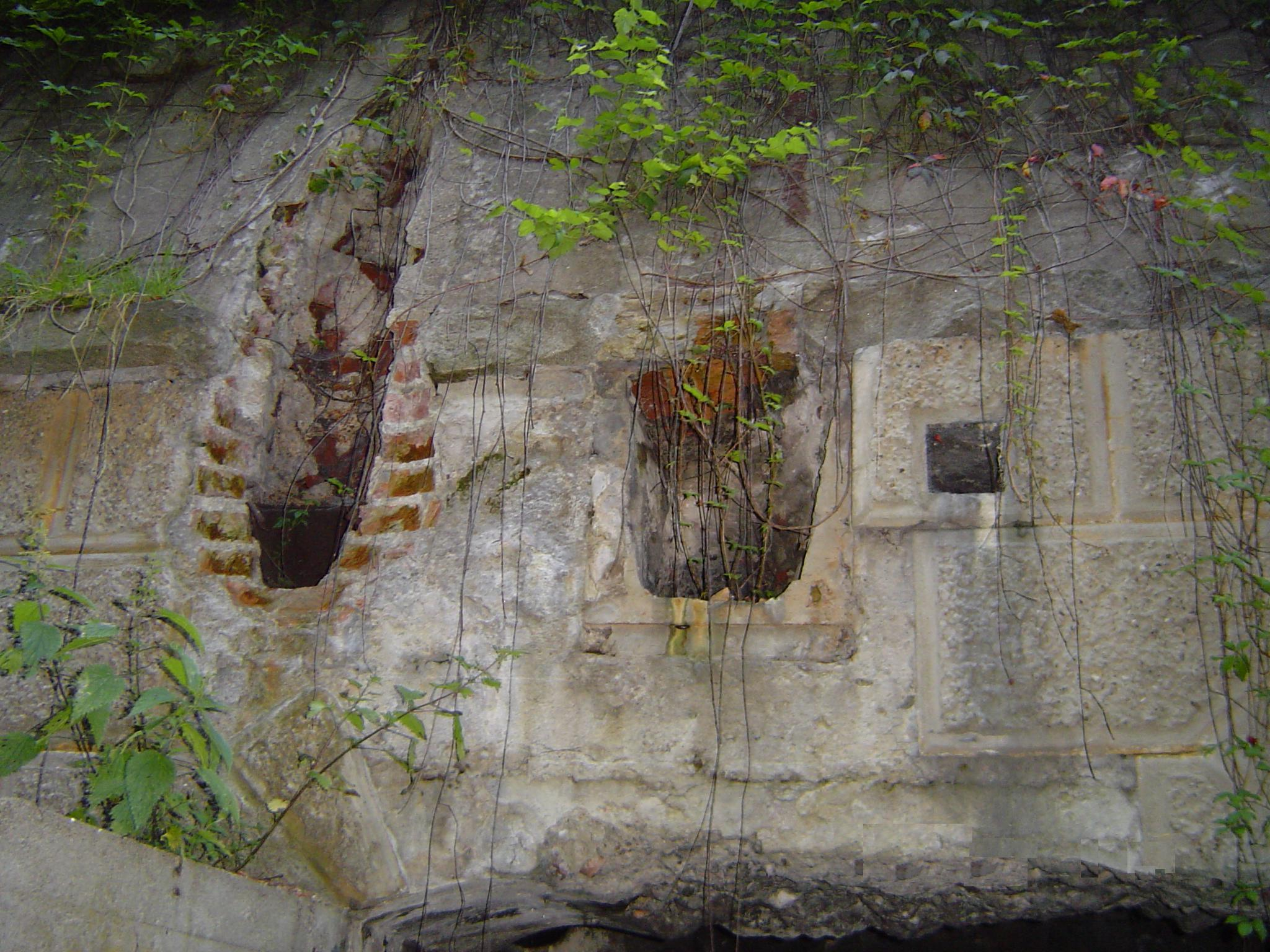
Widoczne ślady po elementach wentylacyjnych i kominie

#### Fort Parski
Na wyniosłym cyplu Kępy Fortecznej wzniesiono w 1900 roku Fort Parski, składający się z małego fortu piechoty i towarzyszącego małego schronu otoczonego ziemnym nasypem. Grubość żelbetonowo-betonowych stropów wynosiła 1,75 m. W otaczającym wale 3 wartownie. Obecnie dostępny do zwiedzania, zachowany w dość dobrym stanie. Mniejszy schron jest dobrze zachowany, lecz zamknięty. Jedna z wartowni ma zachowany strop wzmocniony blachą falistą.

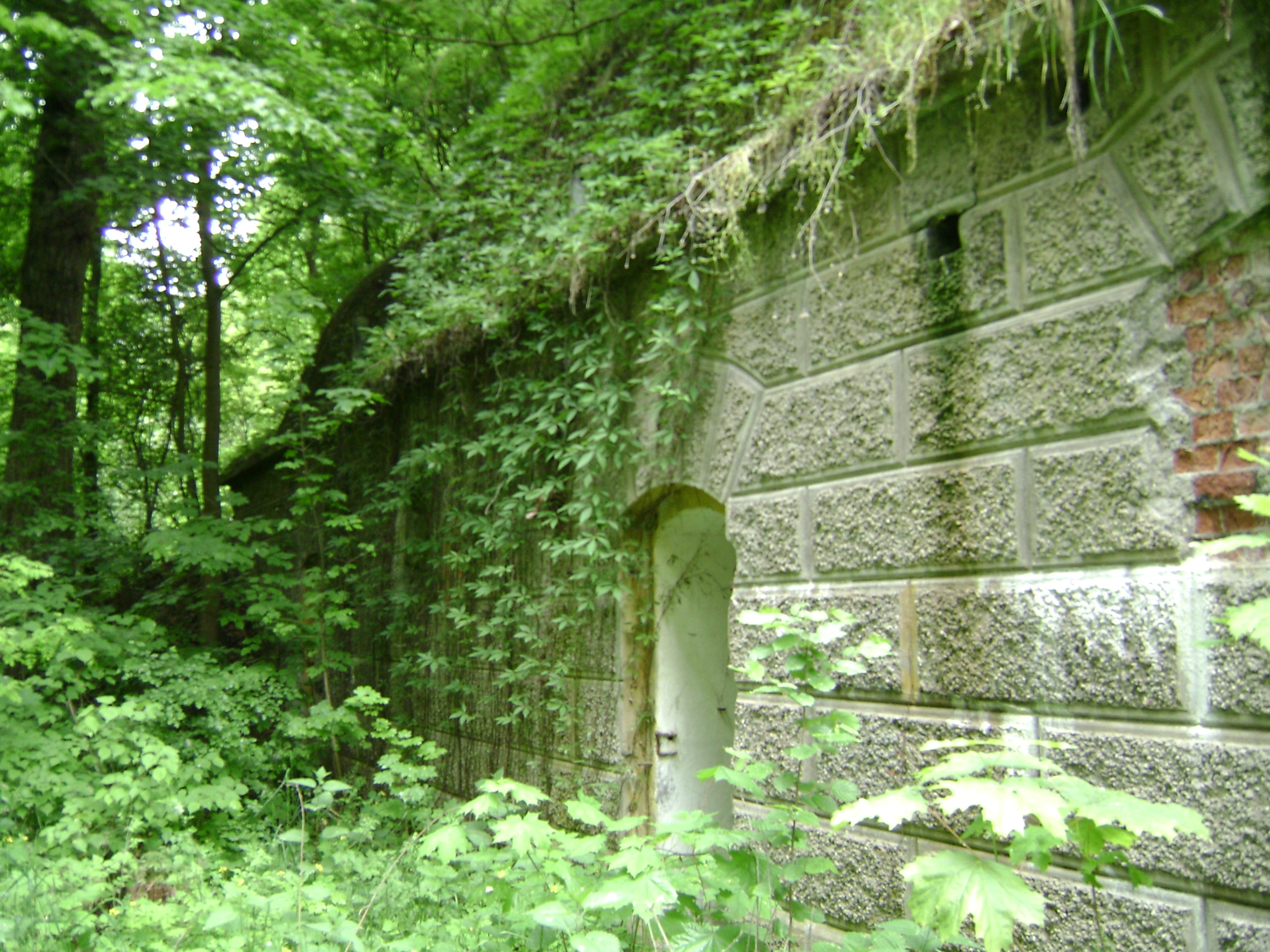
Schron koszarowy Fortu Parski
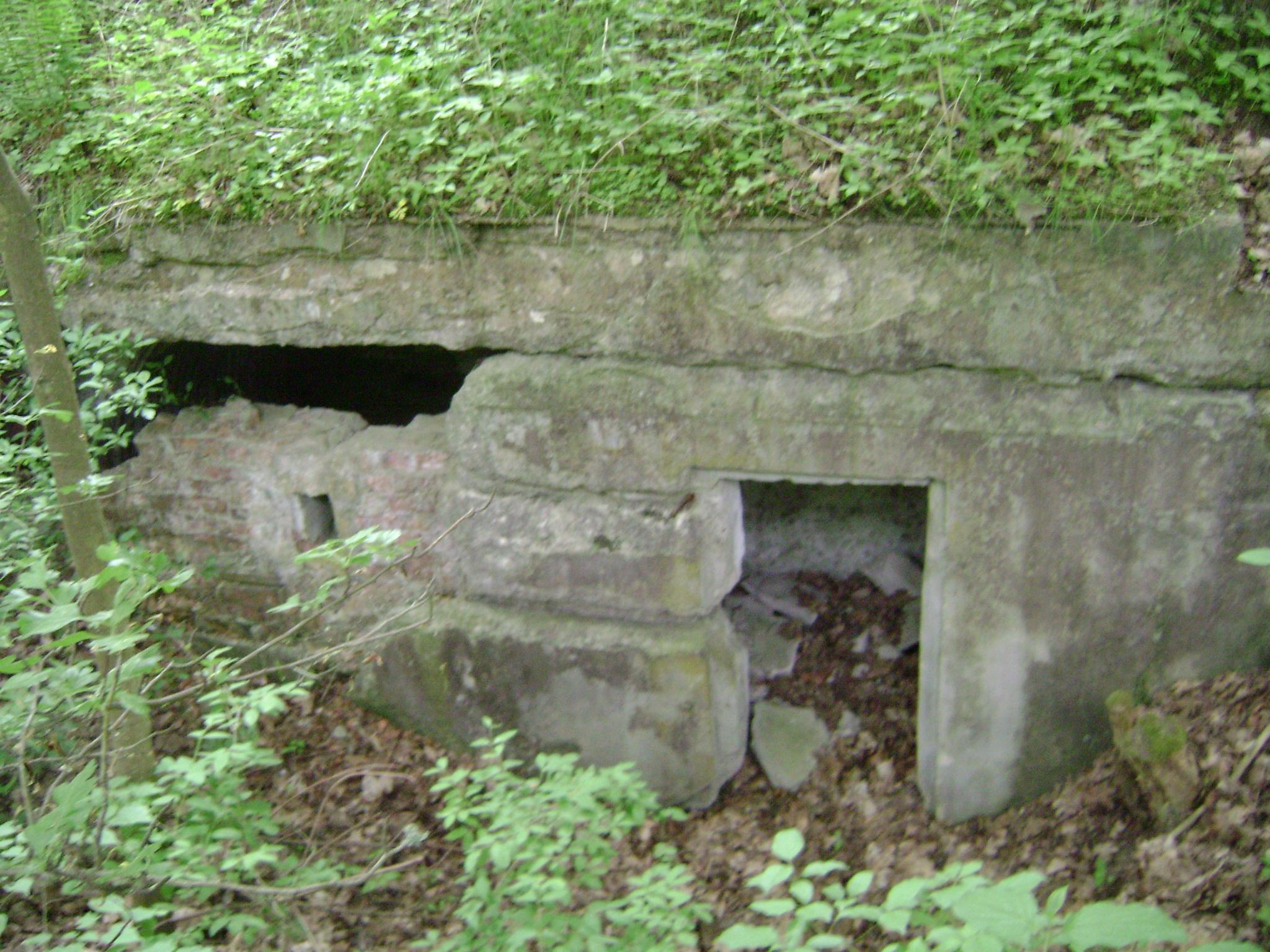
Jedna z wartowni
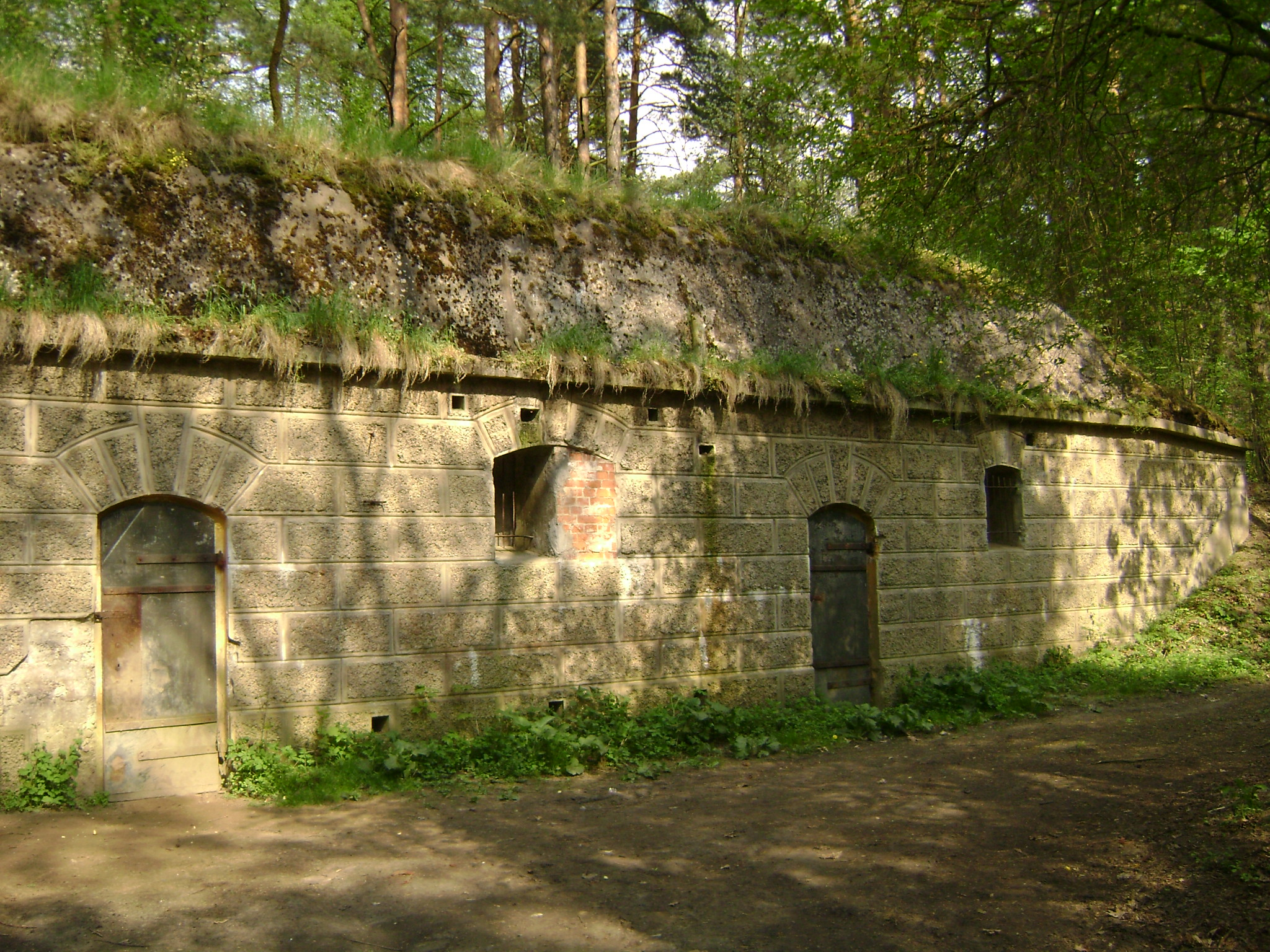
Mniejszy schron Fortu

#### Bateria północna
Bateria została usytuowana na północ od Cytadeli. Ma budowę ziemną. Jedynie wnęki amunicyjne, a także schrony dla obsługi dział były wykonane z betonu (o słabej, grubości 10 cm ścianie). Była ona przeznaczona dla 6 dział kalibru 100 mm. Miała stanowić bezpośrednią ochronę linii Wisły. Obecnie w dobrym stanie, kompletnie obwałowana. Spośród sześciu schronów dla obsługi tylko 2 są w ruinie. Na prawym skrzydle baterii znajduje się dwukomorowy schron amunicyjny. Na przedpolu baterii znajduje się schron obserwacyjny. Na zapolu znajduje się drugi, ceglano-betonowy schron obserwacyjny z ruinami wieży i trzema otworami obserwacyjnymi.

### Fort Wielka Księża Góra
W latach 1890–1891 wybudowano 2 schrony piechoty i 1 schron amunicyjny. Ich konstrukcja była ceglano-betonowa. Łączna grubość sklepień wynosiła 320 mm. Każdy schron piechoty był przeznaczony dla najwyżej 108 żołnierzy. W latach 1894–1896 powstał następny schron piechoty oraz bateria pancerna dla 4 haubic 150 mm w wieżach wz.93. Haubice mogły oddawać do 4 strzałów na minutę, na odległość do 7,2 km. Baterię obsługiwało 63 żołnierzy i oficerów. Schron piechoty, przeznaczony dla 158 żołnierzy, był połączony z baterią podziemnym przejściem. Na obu skrzydłach umieszczono wieże obserwacyjne przeznaczone dla obserwatorów artylerii wz. 94 i wz. 96. Grubość ich pancerza wynosiła 15 cm. W 1898 roku wzniesiono następny schron piechoty, żelbetonowo-betonowy, tym razem przeznaczony aż dla 252 żołnierzy. Na szczycie fortu umieszczono odkrytą ziemną baterię, mogącą pomieścić 6 armat kalibru 120 mm. Zespół budowli uzupełniał 2-komorowy schron sanitarny. Całość otoczono płaskim wałem ziemnym z siecią drutu kolczastego oraz kratą forteczną. Długość fortu wynosiła ok. 600 m. Wał broniony był czołowo ogniem piechoty i 10 armatami kalibru 53 mm w przewoźnych wieżach pancernych (Fahrpanzer), umieszczonych we wcześniej przygotowanych podkowiastych stanowiskach betonowych. Dojazd do umocnień od obecnej ul. Droga Graniczna.

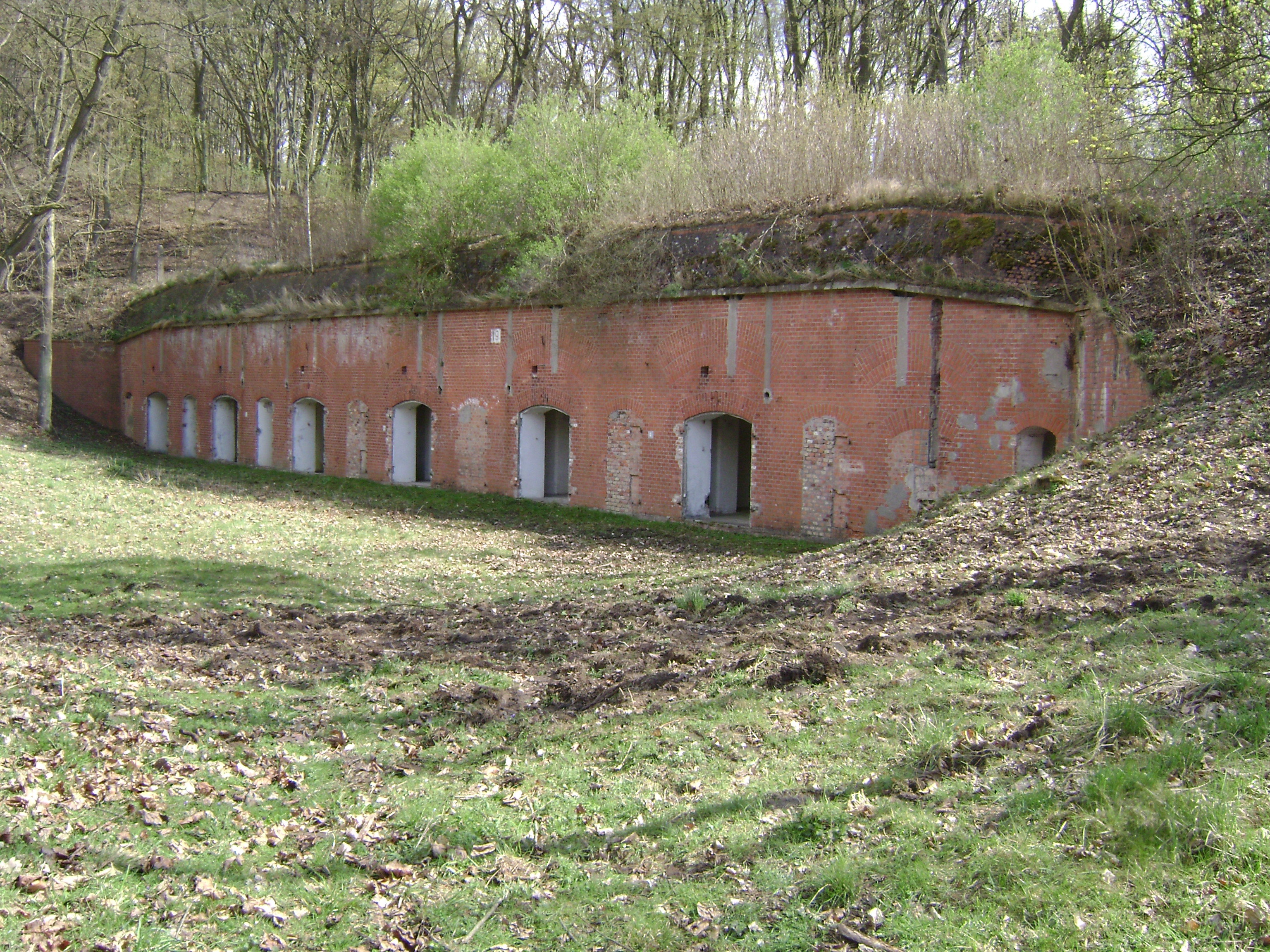
Jeden ze schronów piechoty
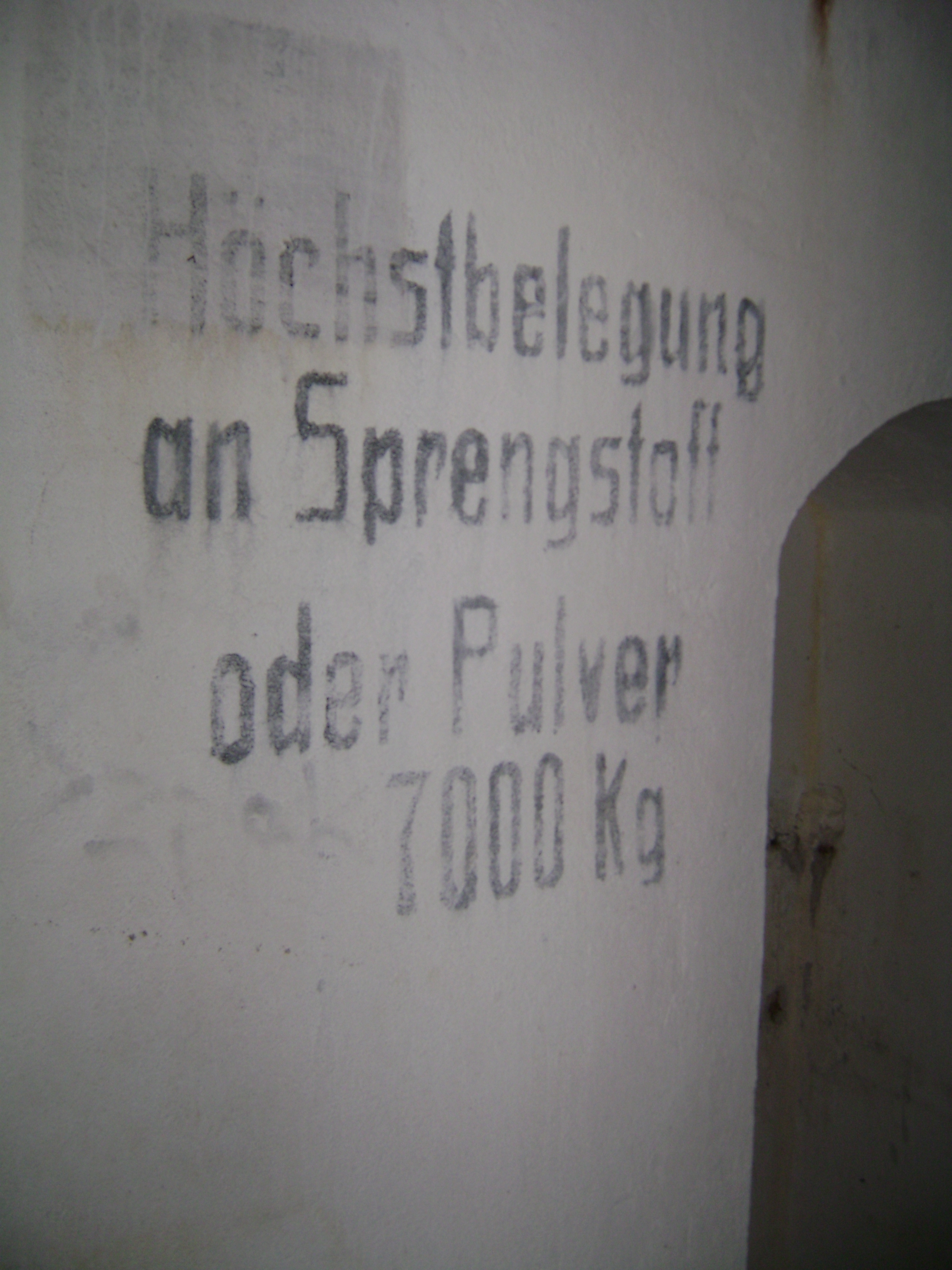
Napisy w języku niemieckim z czasów II wojny światowej wewnątrz schronu
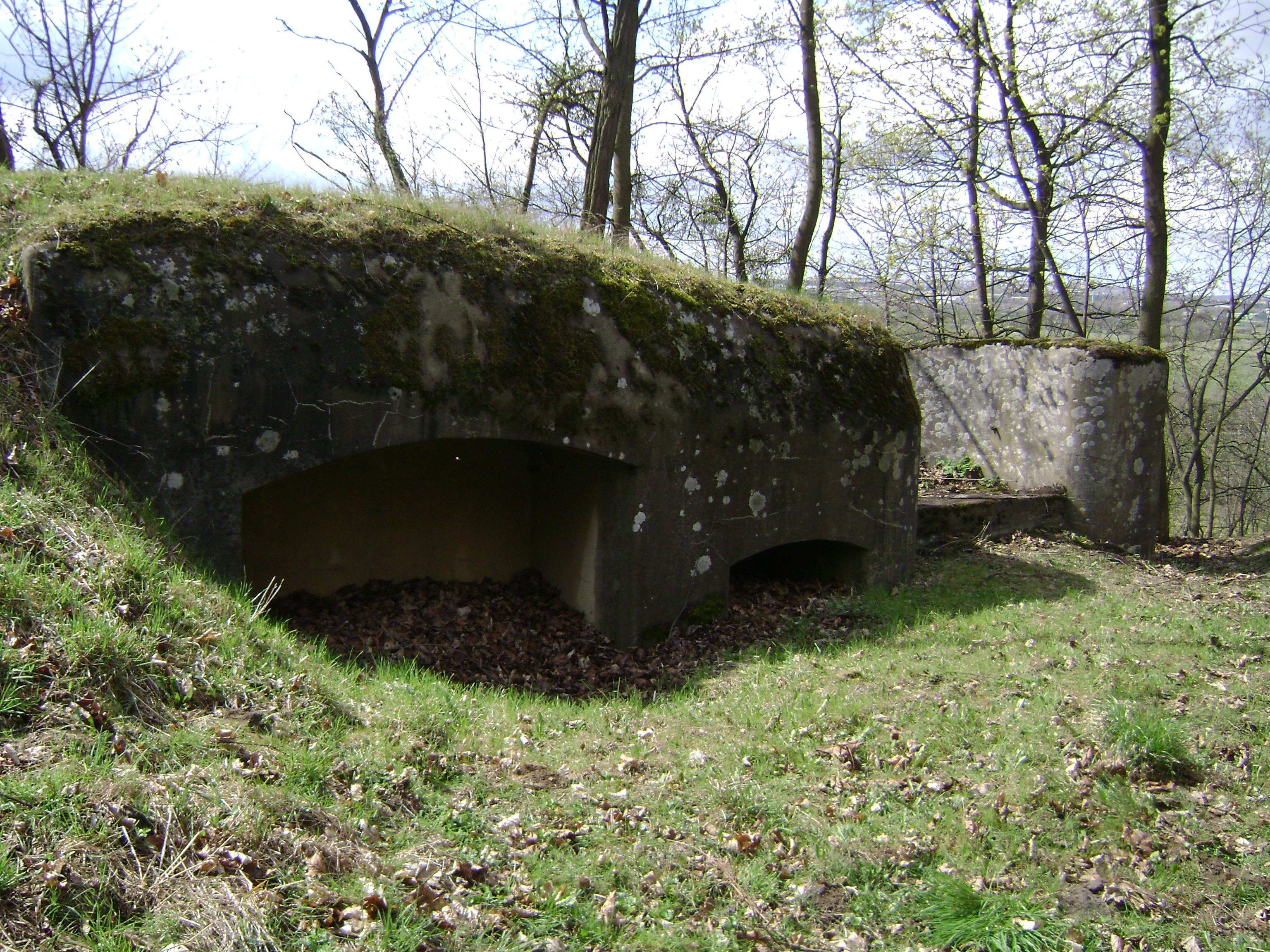
Stanowisko Fahrpanzer
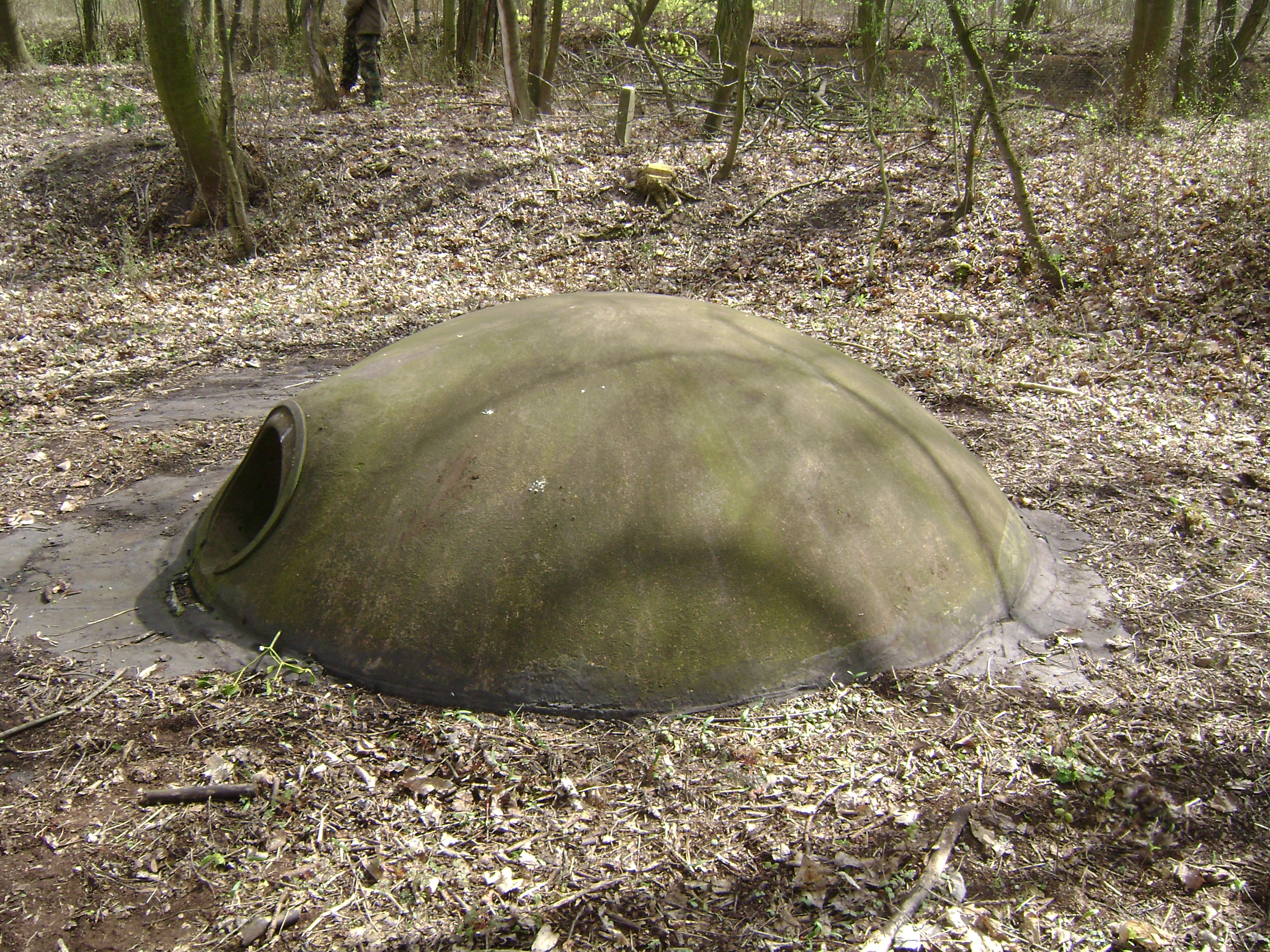
Wieża jednej z haubic 150 mm
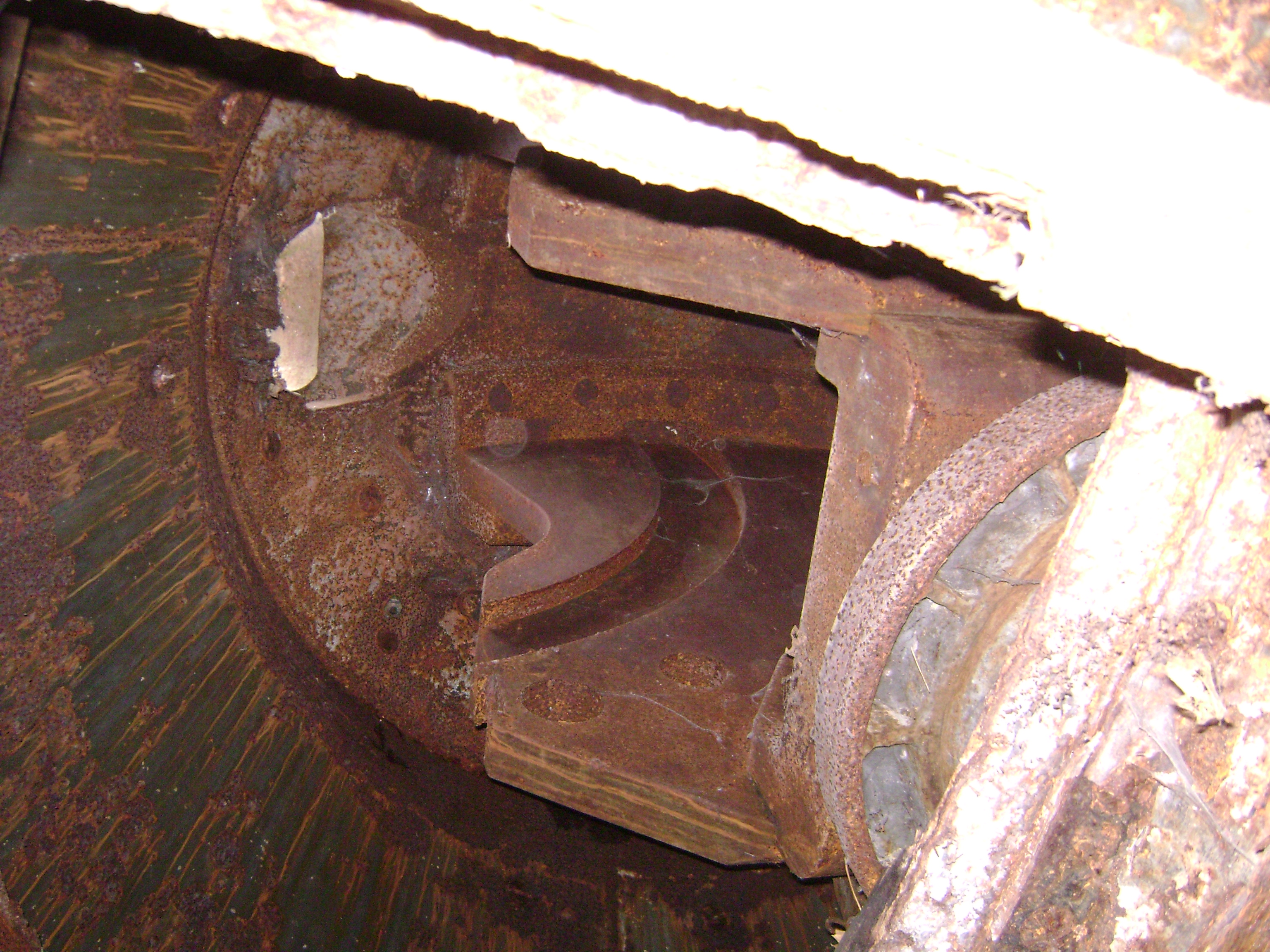
Wnętrze wieży jednej z haubic 150 mm
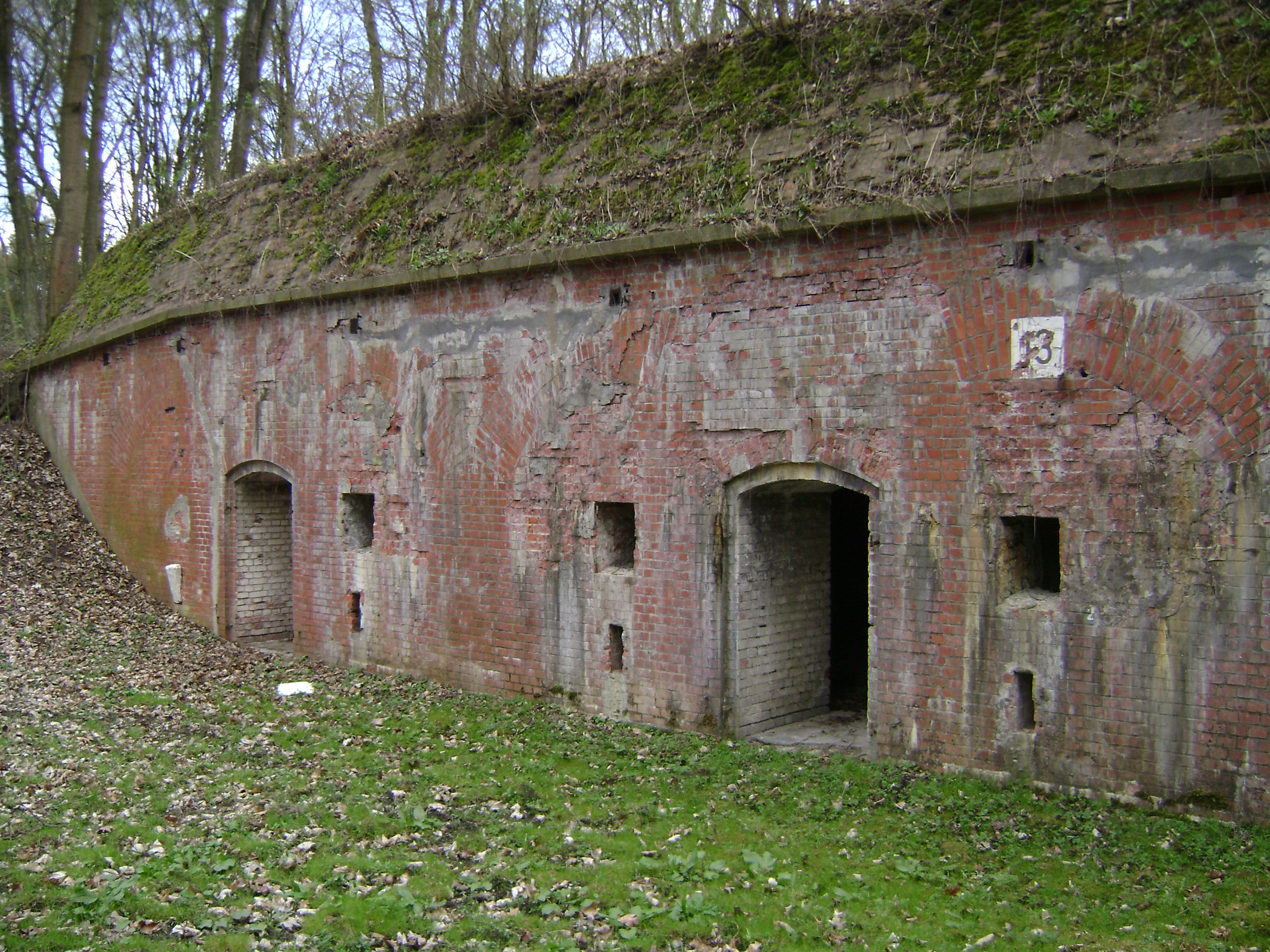
Schron amunicyjny
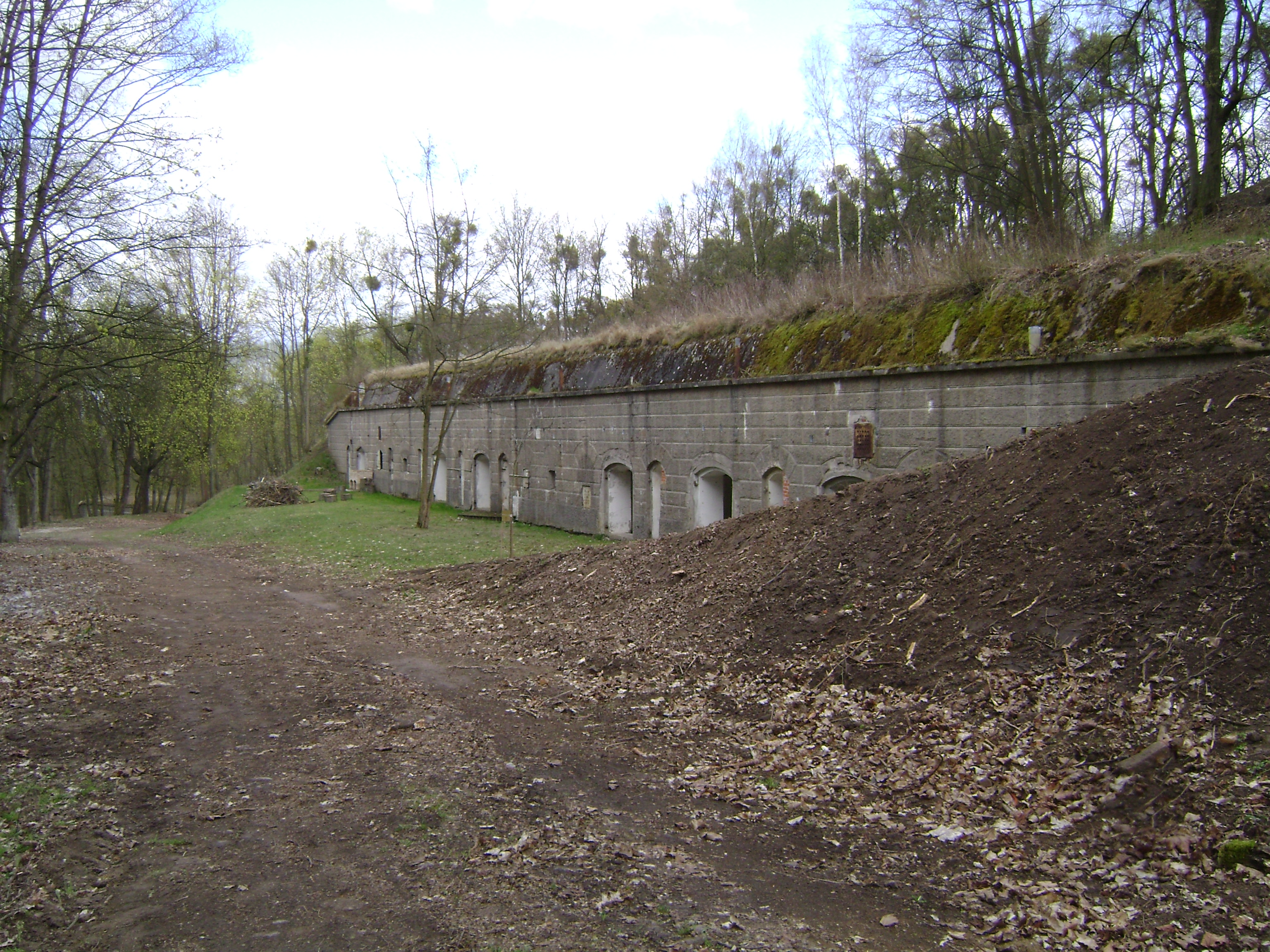
Schron piechoty z 1898 r.
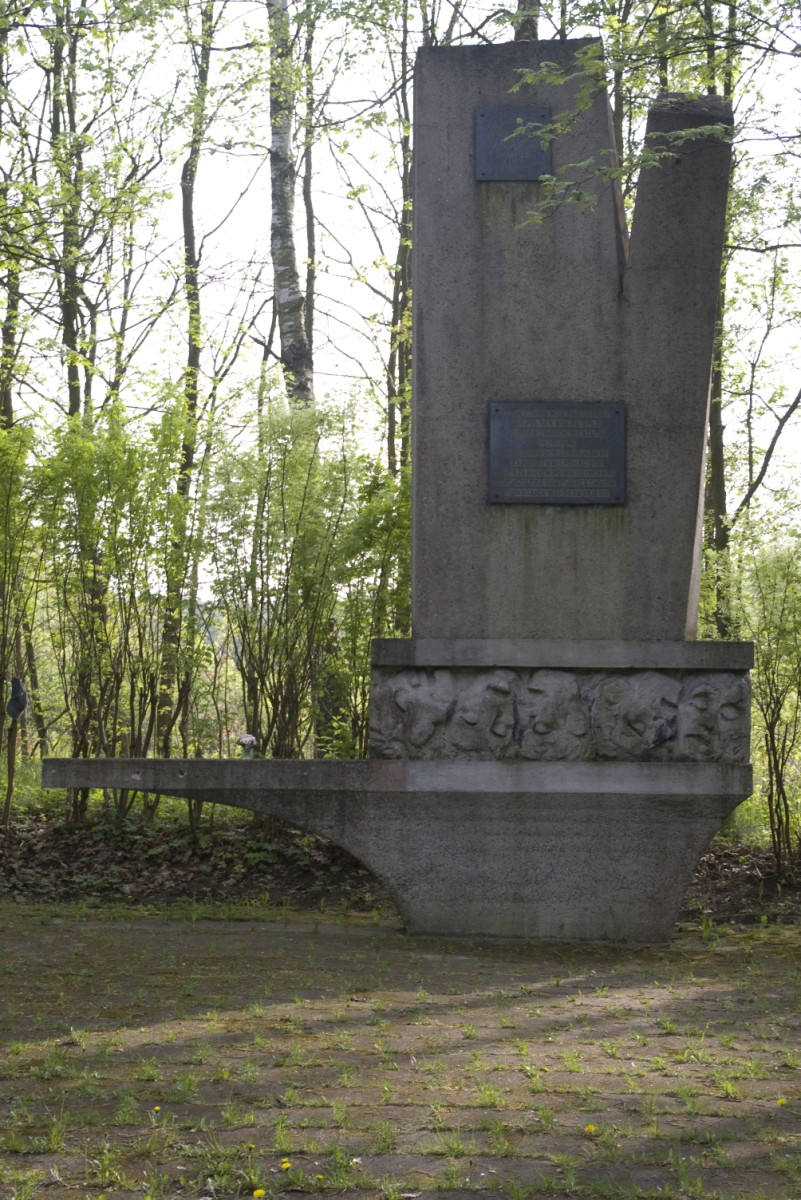
Pomnik na Księżych Górach upamiętniający Polaków pomordowanych tam w czasie II wojny światowej

### Fort Mała Księża Góra
W roku 1892 wybudowano schron piechoty przeznaczony dla 90 żołnierzy, o ceglano-betonowej konstrukcji. W 1898 wzniesiono drugi schron piechoty, tym razem o konstrukcji betonowej, który mógł pomieścić 165 żołnierzy. W pobliżu schronów umieszczono ziemną baterię, mogącą pomieścić 6 armat kalibru 90 mm oraz ziemną baterię dla 6 armat 120 mm. Cały teren otoczono spłaszczonym wałem z gęstą siecią drutu kolczastego. Fort miał długość ok. 350 m. Dla bezpośredniej ochrony fortu umieszczono w wale dwie 2-komorowe wartownie dla 34 żołnierzy i dwie wartownie dla 17 żołnierzy oraz cztery betonowe stanowiska dla Fahrpanzerów 53 mm. Dojazd do umocnień od obecnej ul. Droga Graniczna.

### Fort Strzemięcin
Na wysokim brzegu Wisły w pobliżu nieistniejącego obecnie folwarku Strzemięcin, pod koniec XIX wieku rozpoczęto zakrojone na szeroką skalę prace fortyfikacyjne. Powstające obiekty miały zabezpieczyć podejście lądowe i wodne do miasta od strony południowej. Jako pierwszy powstał ceglano-ziemny fort, obecnie w stanie postępującej ruiny. W jego najbliższej okolicy znajdują się wartownie, z których tylko dwie zachowały się w całości. Podczas zwiedzania można natknąć się na suchą fosę, mury oporowe, a nawet słupki z widocznym w kilku miejscach drutem kolczastym oraz baterię artyleryjską składającą się z przewoźnych dział w wieżyczkach (Fahrpanzer). Fortyfikacje strzemięcińskie były wykorzystane bojowo tylko raz, w 1945 roku. Wtedy to niemiecka załoga pod dowództwem kapitana Friedhausena, składająca się z 8 oficerów i 102 żołnierzy, przez kilka dni, będąc w okrążeniu, stawiała opór wojskom sowieckim, aż do wyczerpania amunicji. Kompleks strzemięciński jest jednym z najstarszych i największych z budowli tego typu w okolicach miasta. Fort znajduje się przy obecnej ul. Zachodniej.

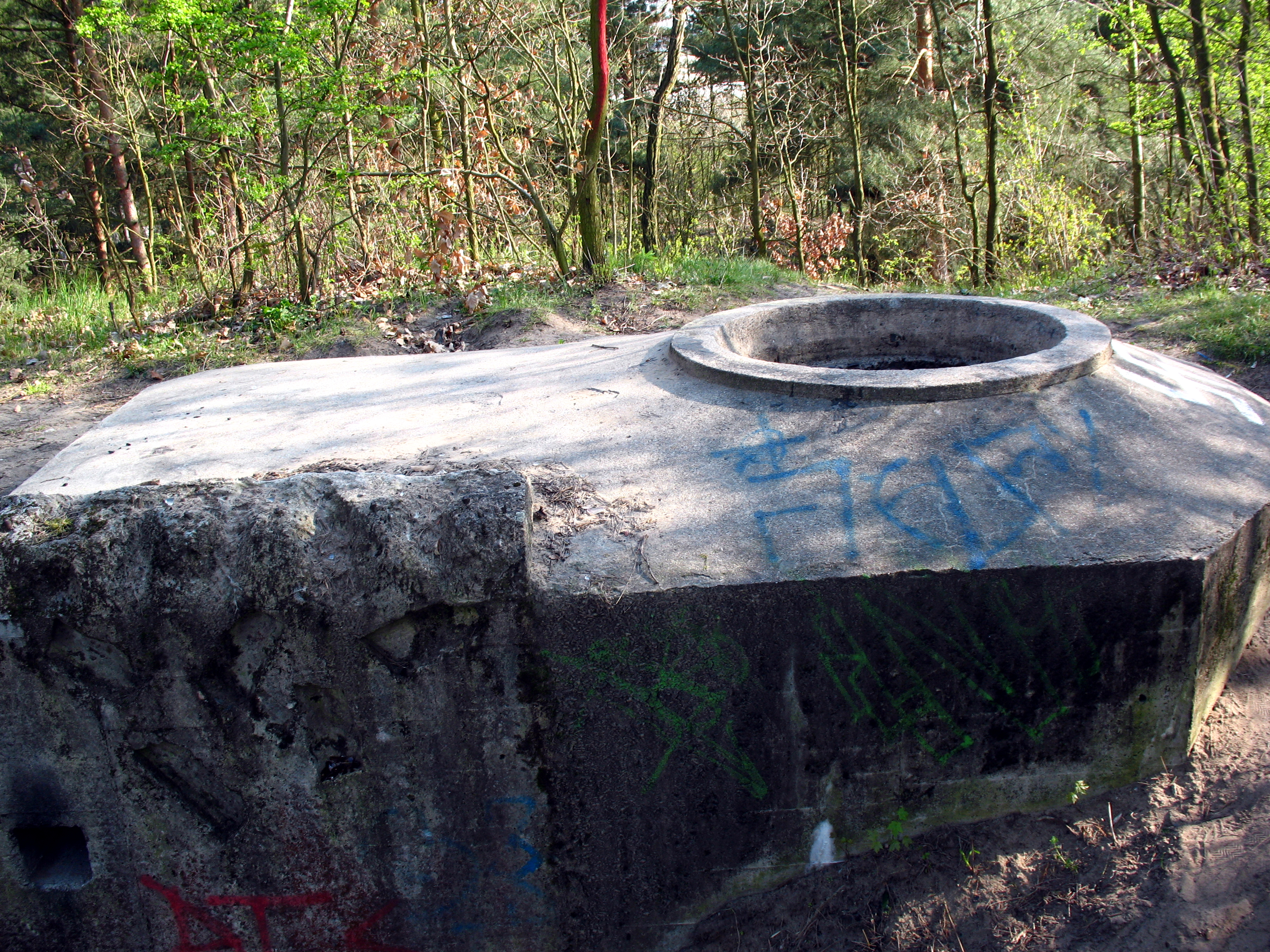
Tobruk w Forcie Strzemięcin
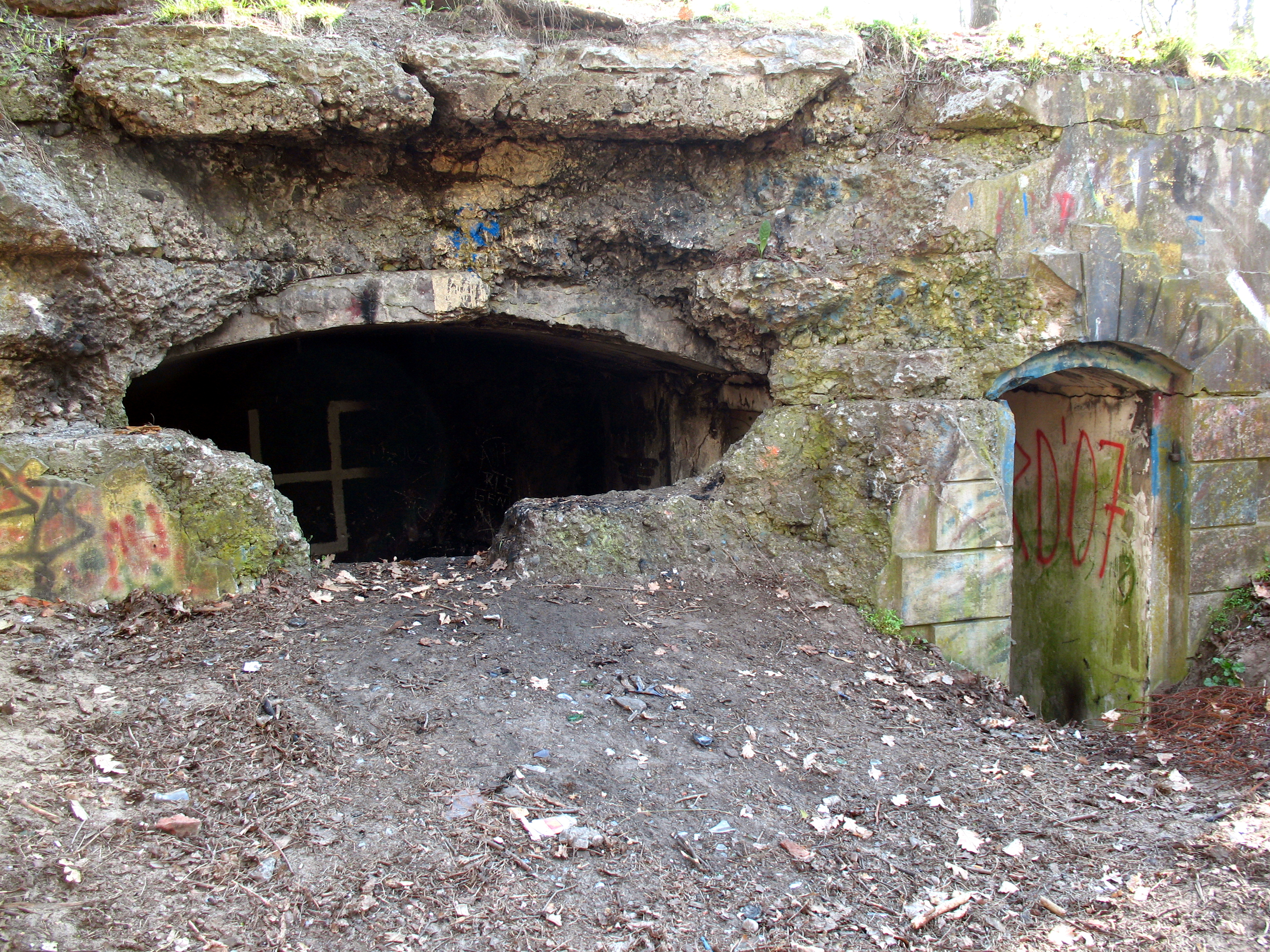
Ruiny schronu w Forcie Strzemięcin
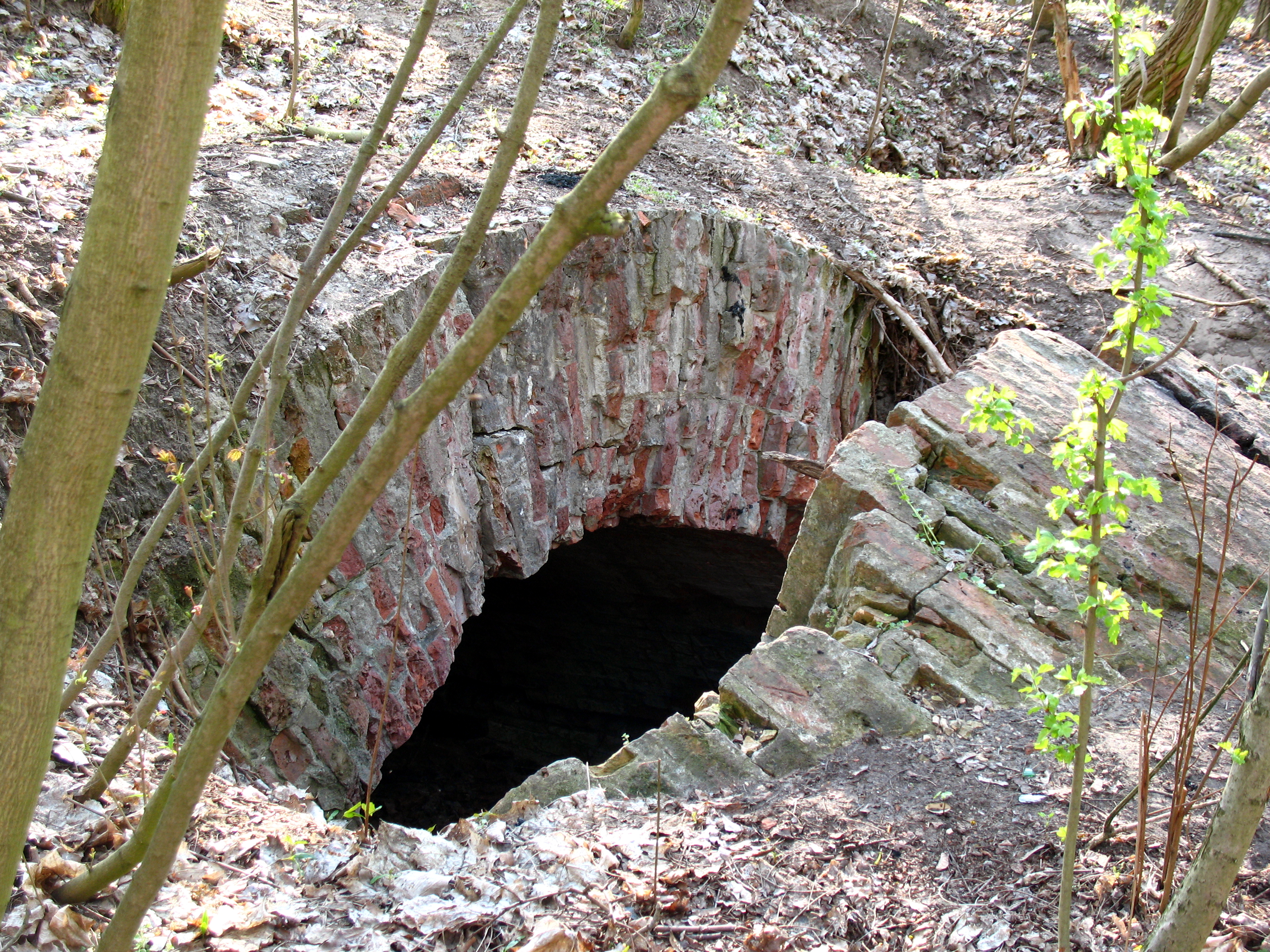
Ruiny umocnień w Forcie Strzemięcin
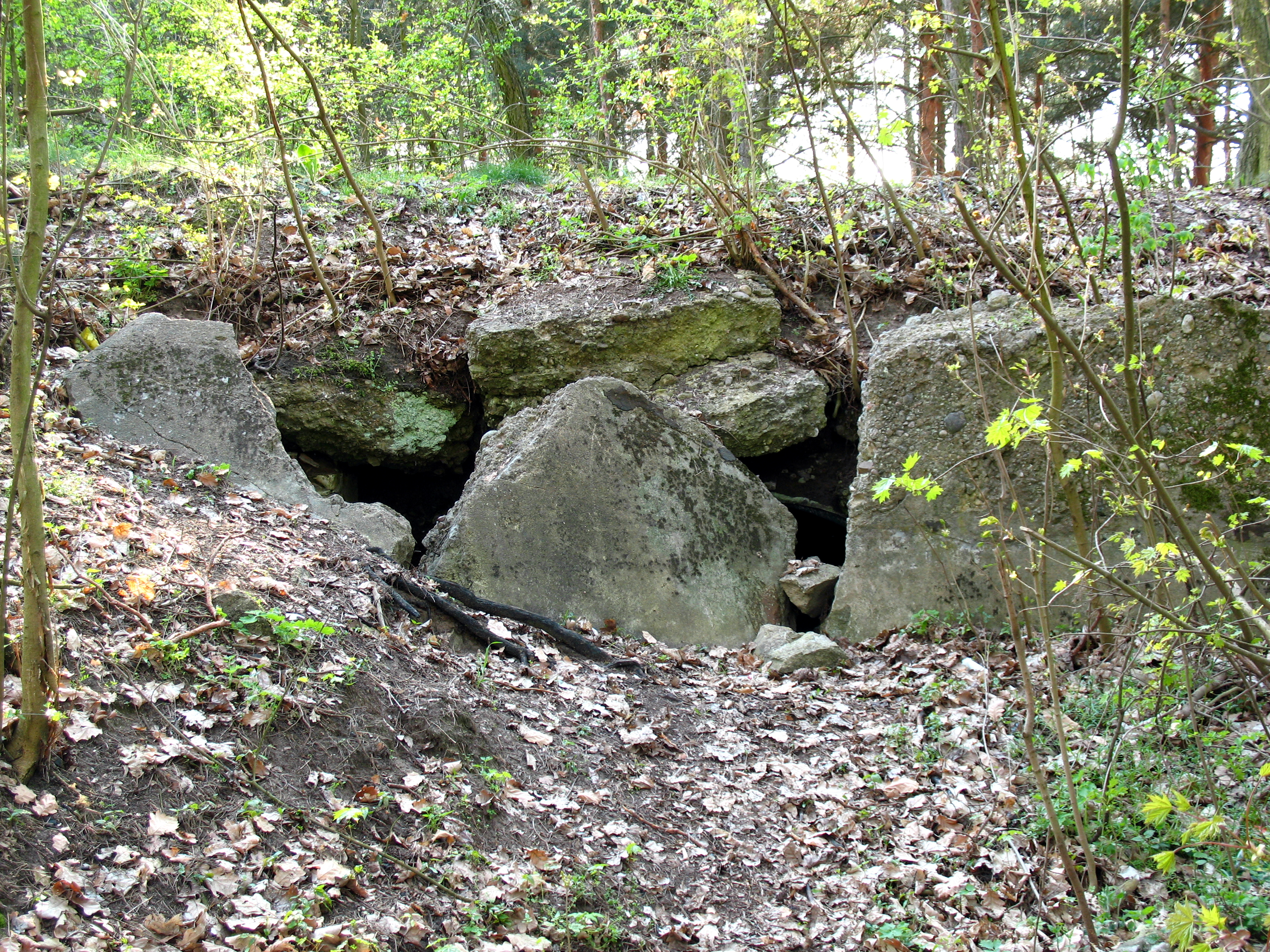
Ruiny umocnień w Forcie Strzemięcin

### Południowy Front Nizinny

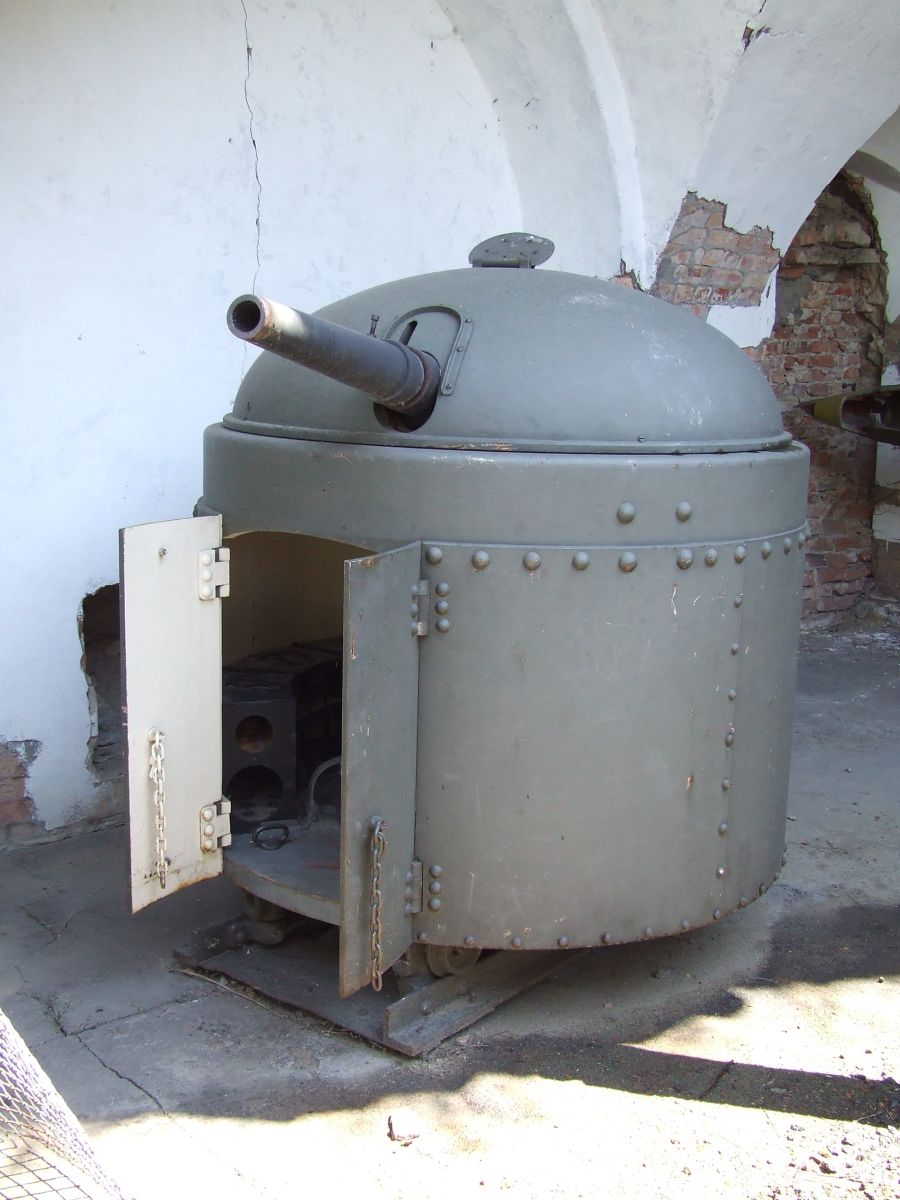
Fahrpanzer

Składał się z fortów Gać i Lasek Miejski, ustawionych po obu stronach drogi na Radzyń Chełmiński, Baterii Półpancernej Leśny Dwór na ich zapleczu, położonego za baterią schronu amunicyjnego (ob. al. Żwirki), dwóch stanowisk dla Fahrpanzerów 57 mm po obu stronach szosy i Fortu Tuszewo położonego między Fortem Gać a Księżymi Górami. Zadaniem Południowego Frontu Nizinnego była obrona południowej części miasta, pozbawionej znaczących walorów terenowych. Obok baterii, na jej prawym skrzydle można zobaczyć lotniczy kulochwyt, wybudowany w roku 1940, służący do sprawdzania celności karabinów maszynowych zainstalowanych w samolotach myśliwskich Messerschmitt Bf 109 oraz Focke-Wulf Fw 190 remontowanych w pobliskich zakładach lotniczych.

#### Fort Gać
Fort położony po wschodniej stronie szosy. Wyposażony był w potężny schron dla 280 żołnierzy. Bezpieczeństwo zapewniały 2,5-metrowe ściany i 3-metrowy strop. Był otoczony wałem i wartowniami. Po wojnie całkowicie zburzony, obecnie na jego terenie znajdują się bloki Osiedla Lotnisko. Zachował się jeden schron typu „tobruk” w okolicy Zespołu Szkół Ogólnokształcących nr 5 i drobny fragment wału szyi fortu. Architektonicznie był podobny do bliźniaczego Fortu Lasek Miejski.

#### Fort Las Miejski
Fort położony po zachodniej stronie szosy na Radzyń. Wyposażony w potężny schron dla 280 żołnierzy, miał 2,5 metrowe ściany i 3-metrowy strop, który według założeń miał wytrzymać trafienie pociskiem kalibru 420 mm. Położony na terenie Lasu Miejskiego. Obecnie obwałowania są zachowane w dobrym stanie, w fosie znajdują się pozostałości po słupkach do umocowania drutu kolczastego. Schron piechoty ma wysadzoną fasadę, stanowi imponującą ruinę, która dobrze ukazuje strukturę budowli. Dobrze zachowane są lewa i środkowa wartownia, prawa wartownia natomiast prawdopodobnie nie była ukończona, pozbawiona jest wzmacniającej sklepienie blachy falistej. Fort dostępny do zwiedzania przy ul. Kasprowicza.

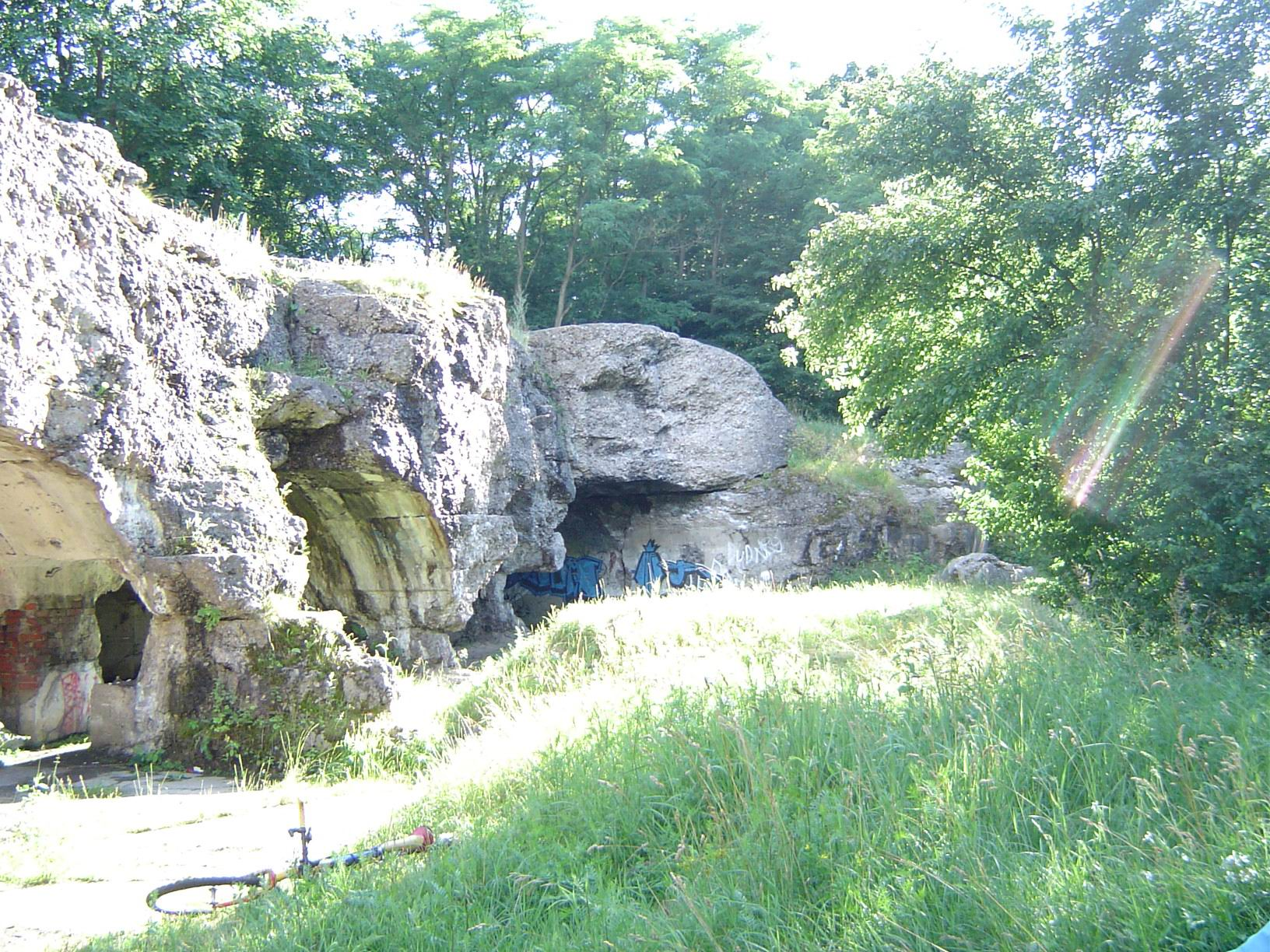
Zniszczona fasada schronu głównego
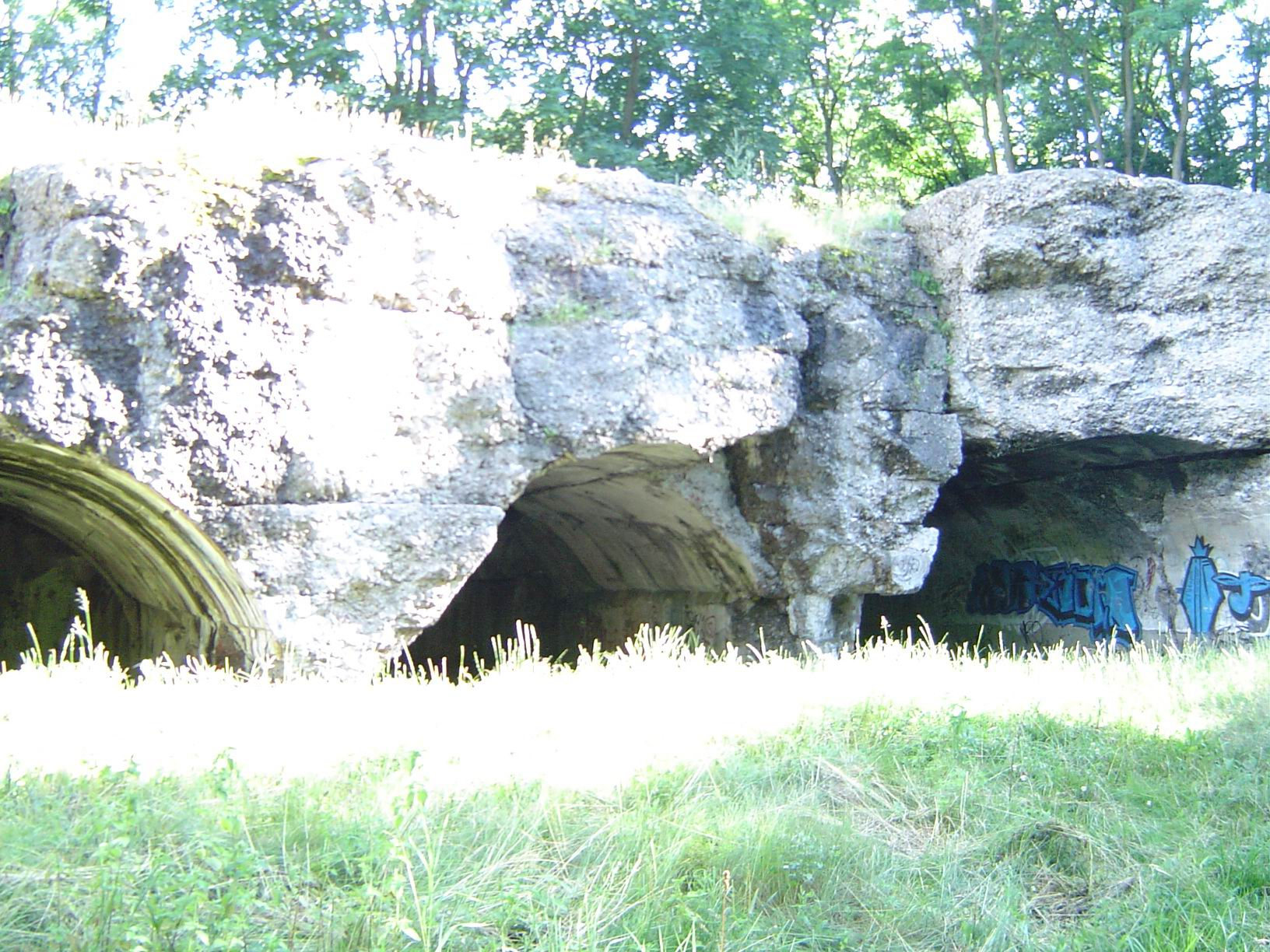
Widok na 3-metrowy strop i 2,5-metrowe ściany
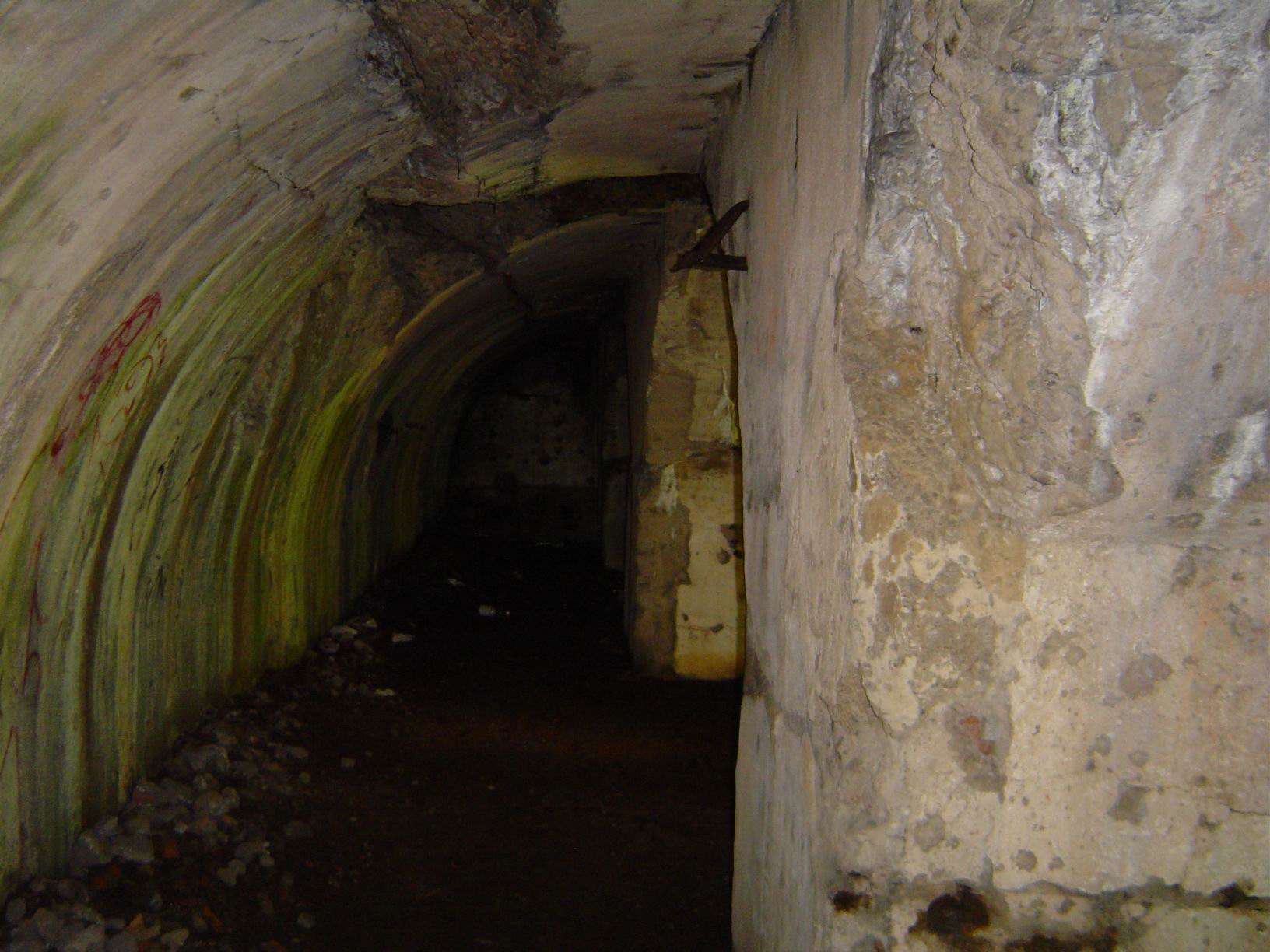
Wnętrze schronu głównego
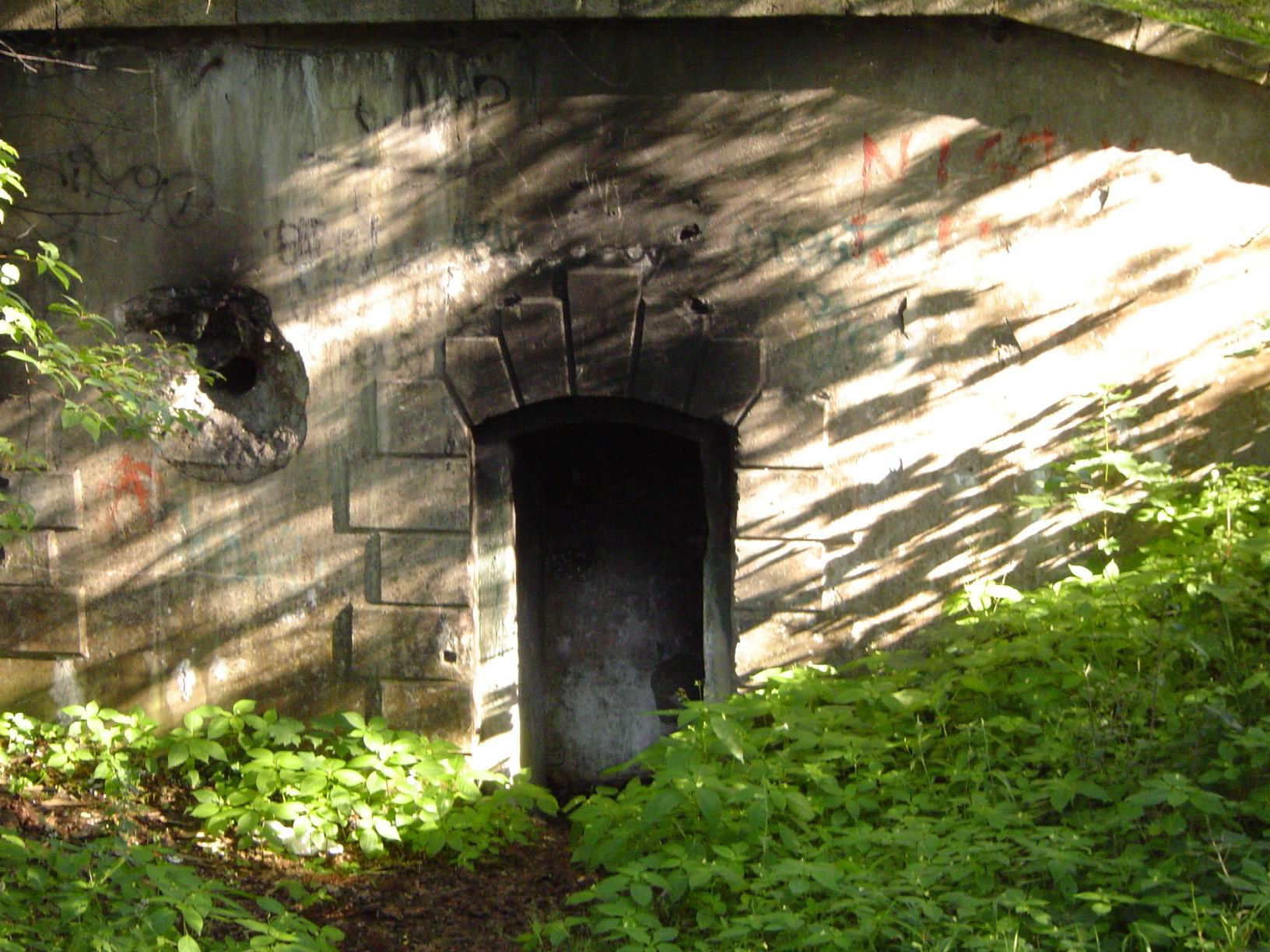
Jedna z wartowni

#### Fort Tuszewo
Powstał w latach 1905–1906. Jego zadaniem było wypełnienie luki między Fortem Gać a Księżymi Górami. Obecnie schron główny i wartownie całkowicie zburzone, zachował się natomiast wał czołowy.

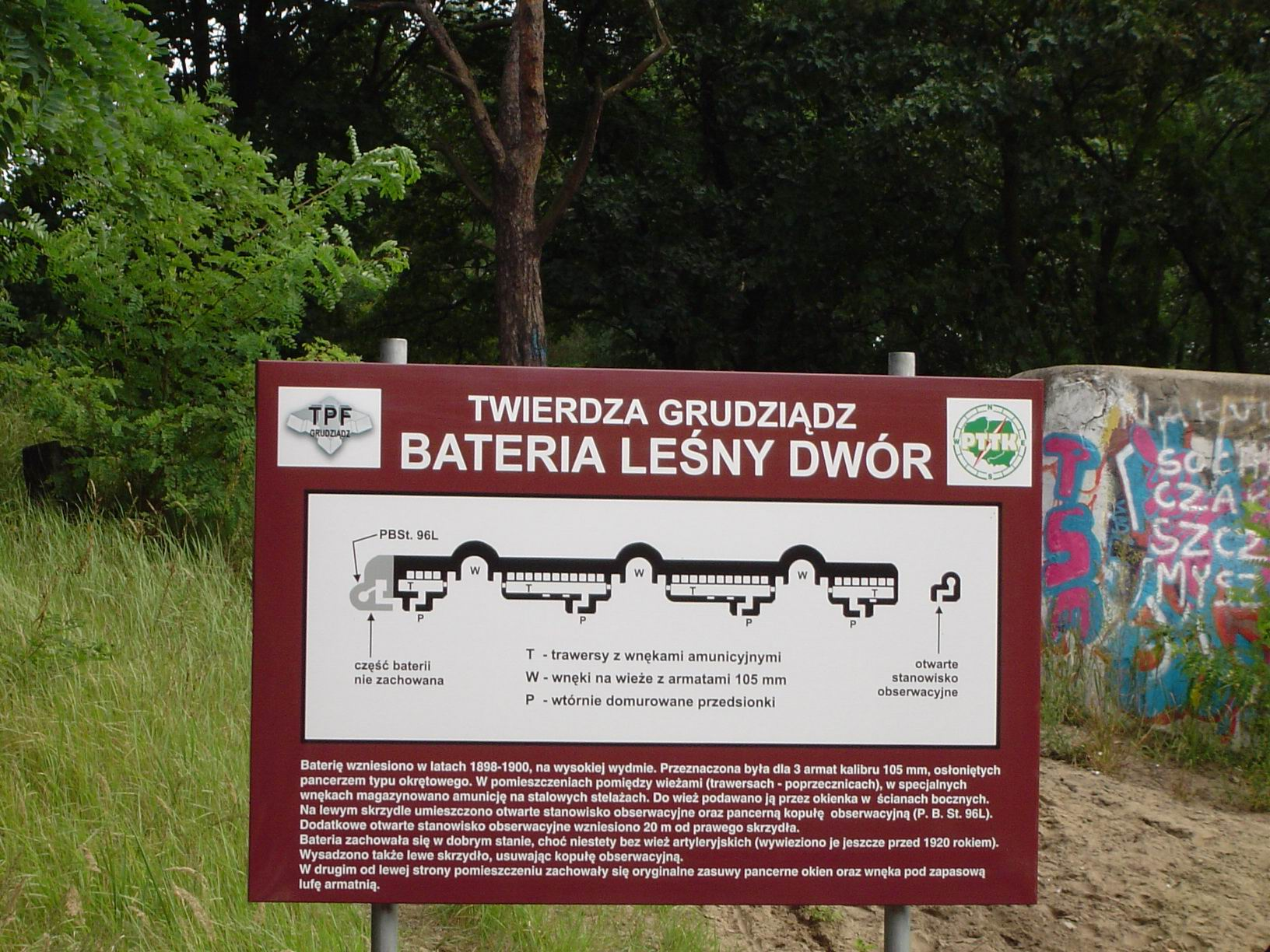
Tablica informacyjna obok Baterii

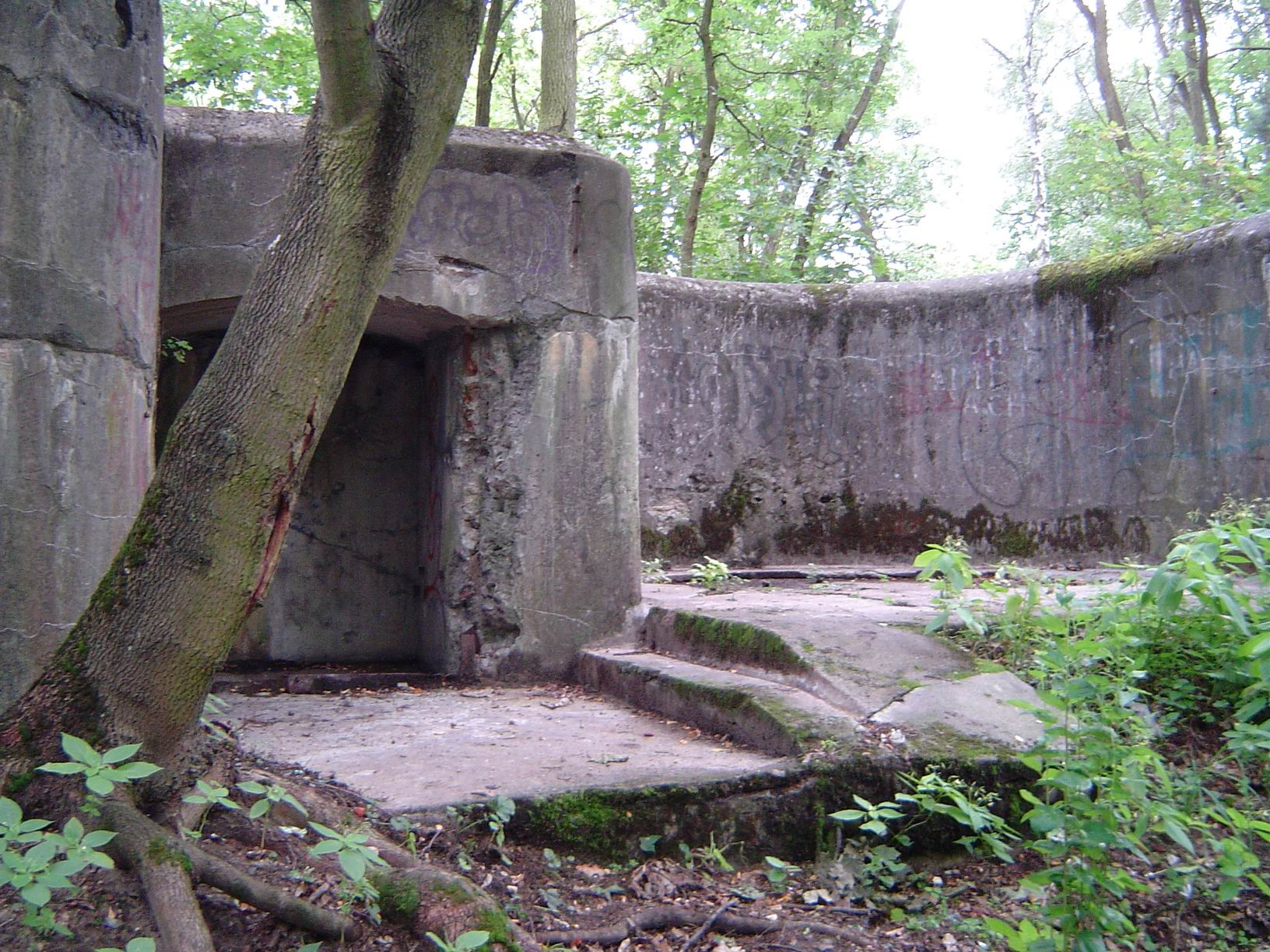
Bateria w stanie współczesnym

#### Bateria Półpancerna Leśny Dwór
Została wybudowana w latach 1898–1899 na wydmie. Jest podobna do baterii na Strzemięcinie i południowym froncie twierdzy w Toruniu. Bateria o konstrukcji żelbetonowo-betonowej miała rozplanowanie używane dla baterii artylerii nadbrzeżnej. Mogła pomieścić 3 działa płaskotorowe o kalibrze 105 mm w wieżach pancernych. Grubość pancerza wież wynosiła 8 cm z przodu i góry i 4 cm z tylnej strony. Szybkostrzelność dział wynosiła 9 strzałów na minutę. Zasięg strzału zwykłym granatem wynosił 10,8 km, szrapnelem 8,5 km, kartaczem natomiast 0,6 km. Waga wieży wyniosła 19 ton. Wieże mogły się obracać w zakresie 360°. Od strony przedpola były one osłonięte betonowym przedpiersiem, płaskim wałem i płytką fosą wyposażonym w drut kolczasty i kratę forteczną. W przedpiersiu i poprzecznicach mieściły się magazyny amunicyjne i pomieszczenia dla załogi. Na prawej flance znajdowało się odkryte betonowe stanowisko obserwacyjne, na lewej flance zaś stanowisko obserwacyjne w nieruchomej wieży pancernej wz. 96. Grubość ścian wieży ze stali niklowej wynosiła 10 cm.
Załogę baterii stanowili: 1 oficer, 8 podoficerów, 37 kanonierów i 4 obserwatorów. Obecnie bateria jest zachowana dość dobrze, dostępna do zwiedzania. Brakuje wież armatnich oraz kopuły obserwacyjnej na lewym skrzydle (wysadzona). W niewielkim oddaleniu od baterii znajduje się otwarte stanowisko obserwacyjne. Znajduje się w okolicach grudziądzkiej al. Żwirki.

### Obronny most w Grudziądzu
Most o długości 1,092 km miał 11 przęseł po 97 m każde, torowisko miało szerokość 4,4 m, natomiast droga 6 m. Prowadziły przez niego tory kolejowe linii łączącej (w Laskowicach) dwie strategiczne linie: Bydgoszcz-Tczew-Królewiec i Poznań-Toruń-Wystruć. Most zbudowano za 5.386.000 marek przez Wschodnią Kolej w latach 1876–1879. Pracami kierował radca budowlany Souche. Na przyczółku zachodnim znajdowały się dwa murowane jednokondygnacyjne blokhauzy przygotowane do obrony okrężnej oraz podwójna brama między nimi, na przyczółku wschodnim tylko jedna brama na filarze X. W filarach IX i X utworzono komory minowe.

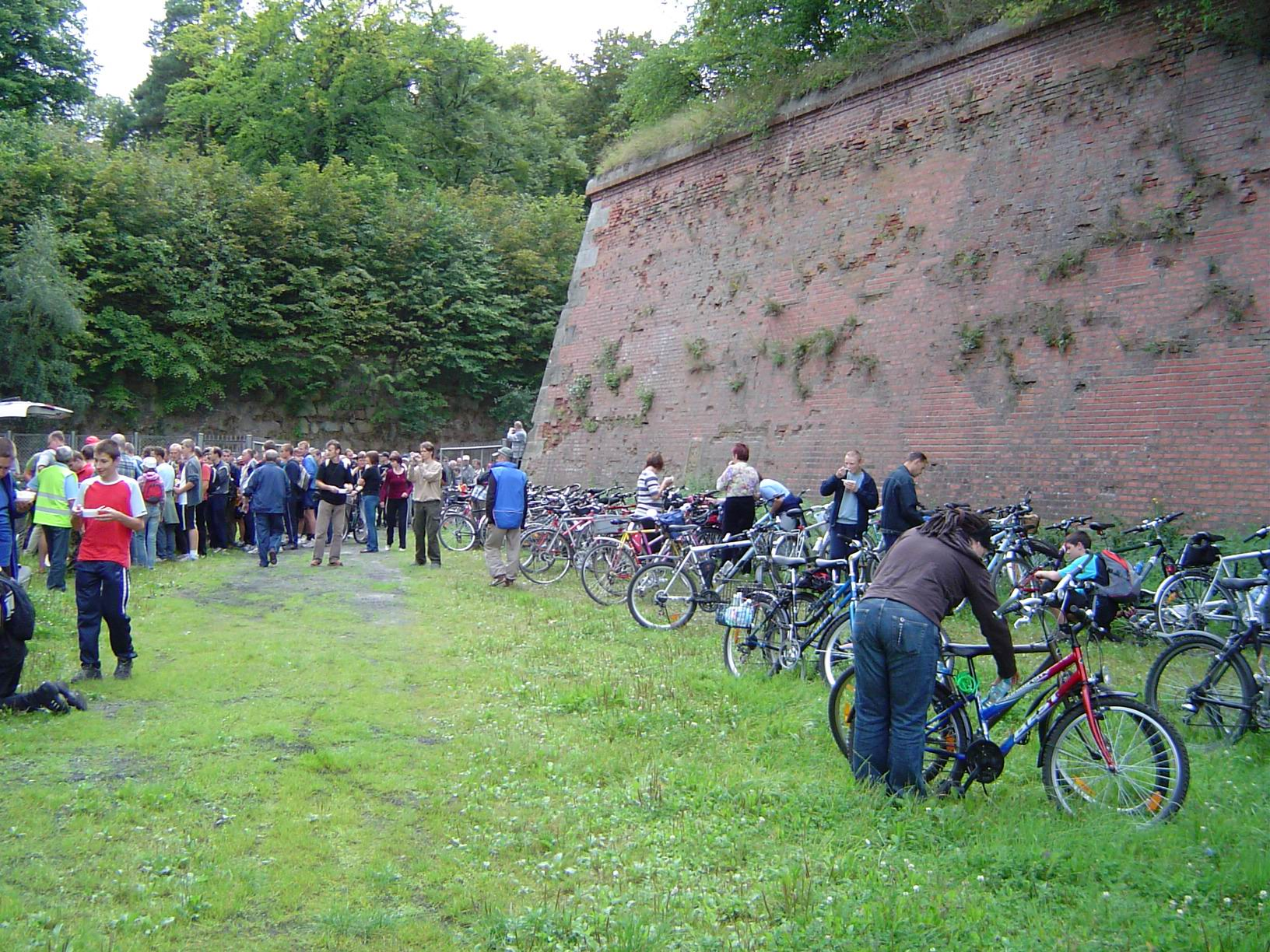
Uczestnicy rajdu „Do Twierdzy de Courbière’a” na Cytadeli

## Nazewnictwo
| Okres zaboru pruskiego – nazwa niemiecka | Nazwa polska                     | Okres międzywojenny | Okres budowy  |
| ---------------------------------------- | -------------------------------- | ------------------- | ------------- |
| Stremotzin                               | Strzemięcin                      | –                   | 1896          |
| Stadtwald (Neuhof – West)                | Las Miejski (Nowy Dwór – Zachód) | Fort Chłapowskiego  | 1896–98       |
| Gatsch (Neuhof – Ost)                    | Gać (Nowy Dwór – Wschód)         | –                   | 1896–98       |
| Schirmlaffettenbatterie Waldhof          | Bateria Leśny Dwór               | –                   | 1898–1902     |
| Tusch                                    | Tuszewo                          | Fort Bema           | 1905–06       |
| Grosser Pfaffenberg                      | Wielka Księża Góra               | Fort Dąbrowskiego   | 1889–98       |
| Kleiner Pfaffenberg                      | Mała Księża Góra                 | Fort Łukasińskiego  | 1891–98       |
| Eichenkranz                              | Dąb (Wieniec Dębowy)             | Fort Jabłonowskiego | 1907          |
| Tarpen                                   | Tarpno                           | –                   | 1896–98       |
| Tannenrode (Neudorf – Ost)               | Świerkocin (Nowa Wieś – Wschód)  | Fort Prądzyńskiego  | 1900–02       |
| Neudorf West                             | Nowa Wieś Zachód                 | Fort Dwernickiego   | 1900–02       |
| Eisenbahn Batterie                       | Bateria Kolejowa                 | –                   | 1905          |
| Parsken                                  | Parski                           | Fort Czarneckiego   | około 1900–03 |
| –                                        | Dzieło rogowe Cytadeli           | Fort Kościuszki     | 1776–89       |
| Die Zitadelle                            | Cytadela                         | Fort Mestwina       | 1776–89       |